# Art de la dynastie Tang

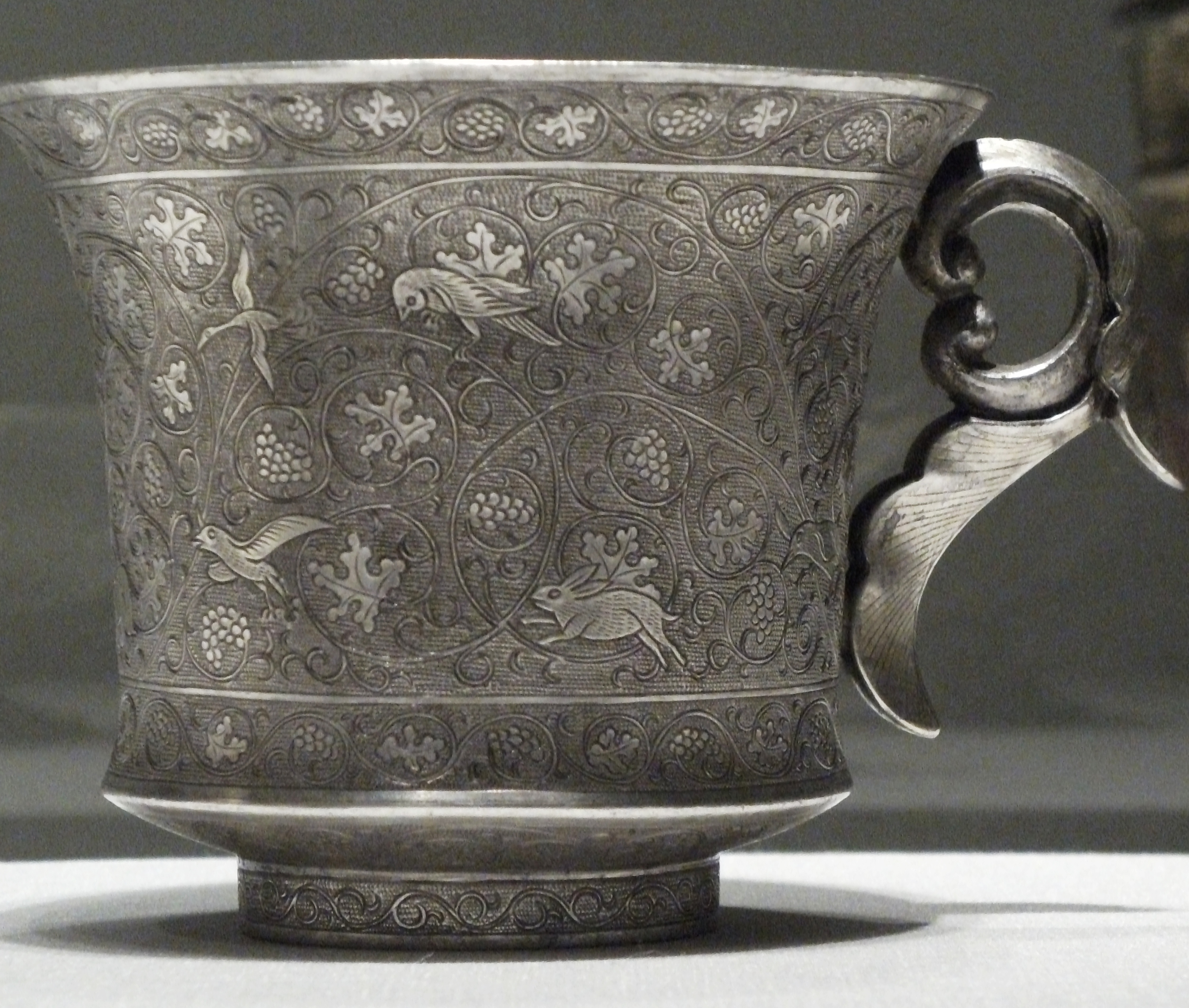
Coupe à vin en argent, avec des oiseaux et un lapin au milieu de formes végétales.

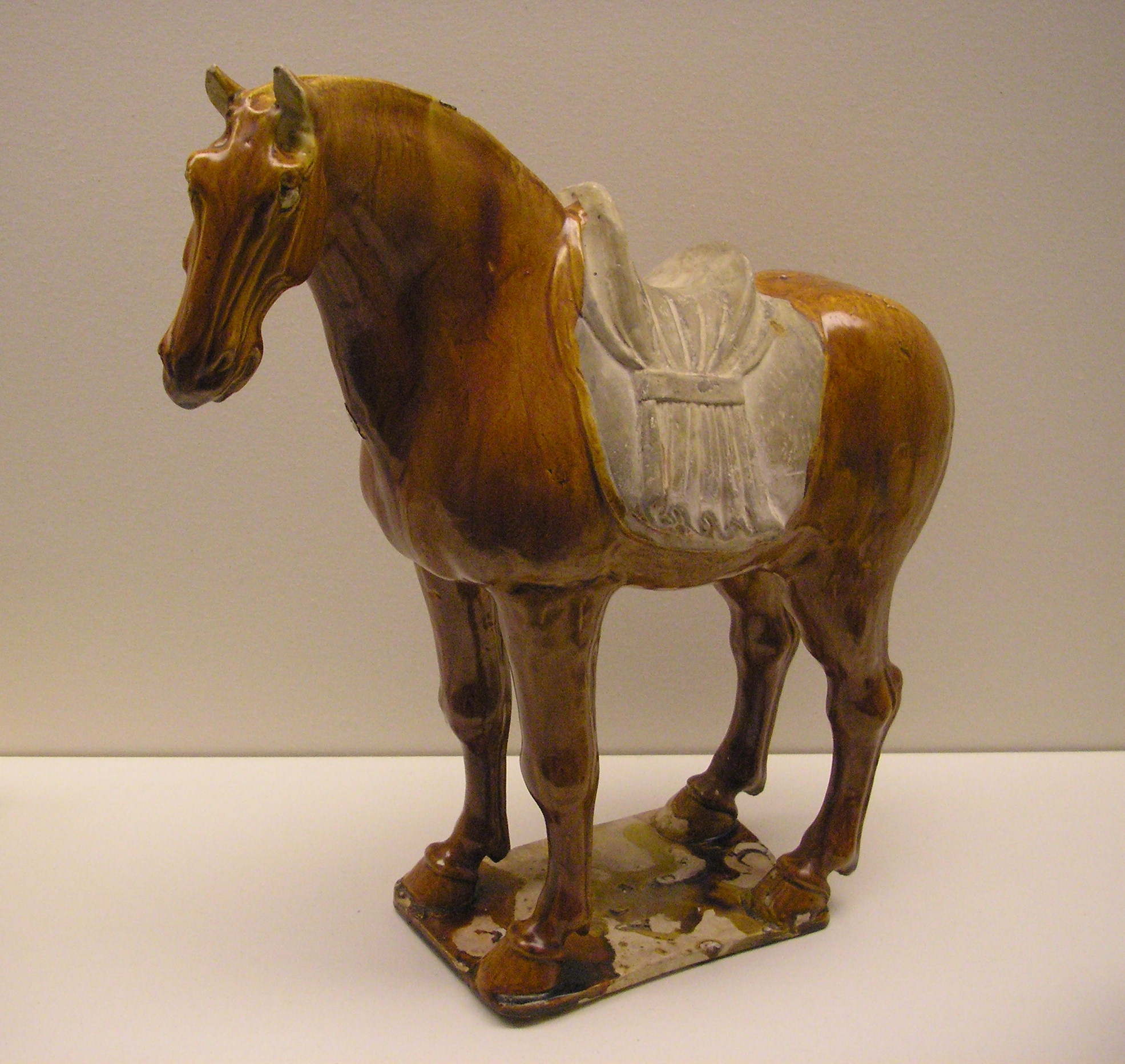
Figure de tombe de la dynastie Tang

L'Art de la dynastie Tang concerne l'art chinois réalisé sous la dynastie Tang (618–907). La période a vu de grandes réalisations sous de nombreuses formes: peinture, sculpture, calligraphie, musique, danse et littérature. La dynastie Tang, avec sa capitale à Chang'an (aujourd'hui Xi'an), la ville la plus peuplée du monde à l'époque, est considérée par les historiens comme un point culminant de la civilisation chinoise - à égalité voire au-dessus des Han. La période Tang était considérée comme l'âge d'or de la littérature et de l'art.

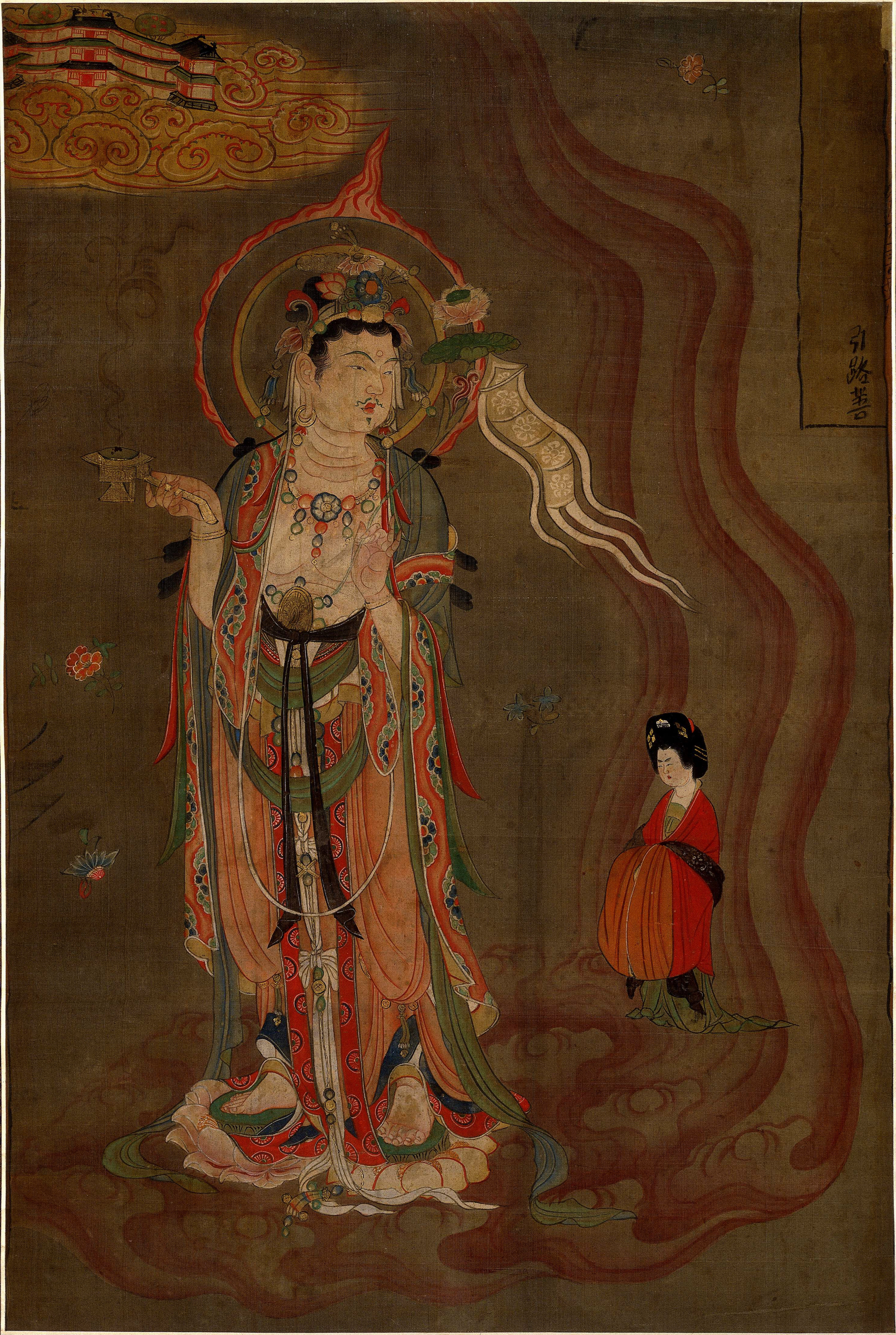
Peinture Tang de Dunhuang

Dans plusieurs domaines, les développements au cours de la dynastie Tang ont donné le ton pour de nombreux siècles à venir. Cela était particulièrement vrai pour la poterie, avec des plats en céramique émaillées, en porcelaine verte céladon et blanchâtre, amené à un niveau élevé et exportés à une échelle considérable. En peinture, la période a vu le pic de la peinture bouddhiste et l'émergence de la tradition de la peinture de paysage connue sous le nom de peinture shanshui (montagne-eau).
Le commerce le long de la route de la soie de divers produits a accru la diversité culturelle dans les petites villes de Chine. Stimulé par le contact avec l'Inde et le Moyen-Orient, l'empire a vu fleurir la créativité dans de nombreux domaines. Le bouddhisme, originaire de l'Inde actuelle à l'époque de Confucius, a continué à prospérer pendant la période Tang et a été adopté par la famille impériale, devenant profondément sinisé et faisant partie intégrante de la culture traditionnelle chinoise. L'impression au bloc de bois a rendu les textes écrits accessibles à un public beaucoup plus large.
Culturellement, la Révolte d'An Lushan de 745-763 a affaibli la confiance de l'élite  et a mis fin au style somptueux des figurines funéraires de la dynastie Tang, tout en réduisant la culture tournée vers l'extérieur des premiers Tang, réceptifs aux influences étrangères de l'ouest en Asie. La Grande persécution anti-bouddhiste, en fait contre toutes les religions étrangères, qui a atteint son apogée en 845, a eu un grand impact sur tous les arts, mais surtout les arts visuels, réduisant considérablement la demande d'artistes.

## Peinture

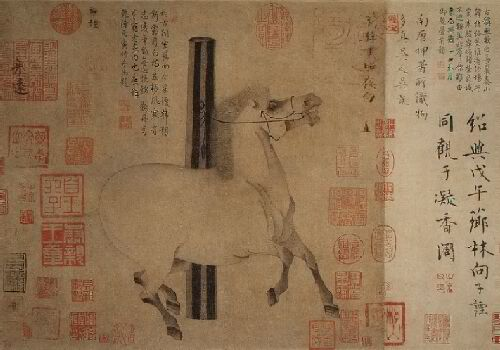
Blanc qui illumine la nuit, rouleau peint attribué à Han Gan (actif 742–756).

Une quantité considérable d'informations littéraires et documentaires sur la peinture Tang a survécu, mais très peu d'œuvres, en particulier celles de haute qualité. Il y a beaucoup d'informations biographiques et de critiques d'art, principalement de périodes ultérieures telles que la dynastie Ming, plusieurs siècles après les Tang; l'exactitude de ces informations doit être questionnée, et une grande partie était probablement déjà basée sur la vision des copies et non des originaux. À quelques exceptions près, les attributions traditionnelles de peintures en rouleaux particulières à des maîtres Tang sont maintenant considérées avec suspicion par les historiens de l'art.
Aurel Stein a découvert une grotte murée dans le complexe de Dunhuang (grottes de Mogao), qui contenait un important corpus de documents, principalement des écrits bouddhistes, mais aussi quelques bannières et peintures, ce qui en fait le plus grand ensemble de peintures sur soie découvert. Ceux-ci sont maintenant au British Museum et ailleurs. Ils ne sont pas de qualité de cour, mais présentent des styles variés, y compris ceux avec des influences plus occidentales. Comme pour la sculpture, d'autres exemples montrant le style Tang se trouvent au Japon, bien que la plus importante, à Nara, ait été très largement détruite lors d'un incendie en 1949.
Les complexes de grottes excavées et les tombes royales contiennent également de nombreuses peintures murales; les peintures du mausolée de Qianling constituent le groupe le plus important de ces derniers, pour la plupart aujourd'hui transférés dans un musée. Toutes les tombes royales n'ont pas encore été ouvertes. La peinture de cour survit surtout dans ce qui est certainement des copies beaucoup plus tardives, comme l' empereur Taizong recevant l'envoyé tibétain, probablement une copie ultérieure de l'original du VIIe siècle de Yan Liben, bien que la section avant du célèbre portrait du cheval de l'empereur Xuanzong, Blanc qui illumine la nuit est probablement un original de Han Gan de 740–760. Yan Liben est un exemple d'un peintre célèbre qui était également un fonctionnaire très important.
La plupart des artistes Tang ont peint des figures avec de fines lignes noires et ont utilisé des couleurs brillantes et des détails élaborés remplissant les contours. Cependant, Wu Daozi n'a utilisé que de l'encre noire et des coups de pinceau librement peints pour créer des peintures à l'encre si excitantes que les foules se sont rassemblées pour le regarder travailler. À partir de cette époque, les peintures à l'encre n'étaient plus considérées comme des croquis préliminaires ou des contours à remplir de couleur, mais étaient considérées comme des œuvres d'art finies.

La dynastie Tang a vu la maturité de la tradition de la peinture de paysage connue sous le nom de peinture shanshui (montagne-eau), qui est devenue le type de peinture chinoise le plus prestigieux, en particulier lorsqu'elle est pratiquée par des fonctionnaires érudits amateurs officiels ou des peintres "lettrés" dans la peinture à l'encre. Dans ces paysages, généralement monochromes, le but n'était pas de reproduire exactement l'apparence de la nature mais plutôt de saisir une émotion ou une atmosphère afin de saisir le «rythme» de la nature. 

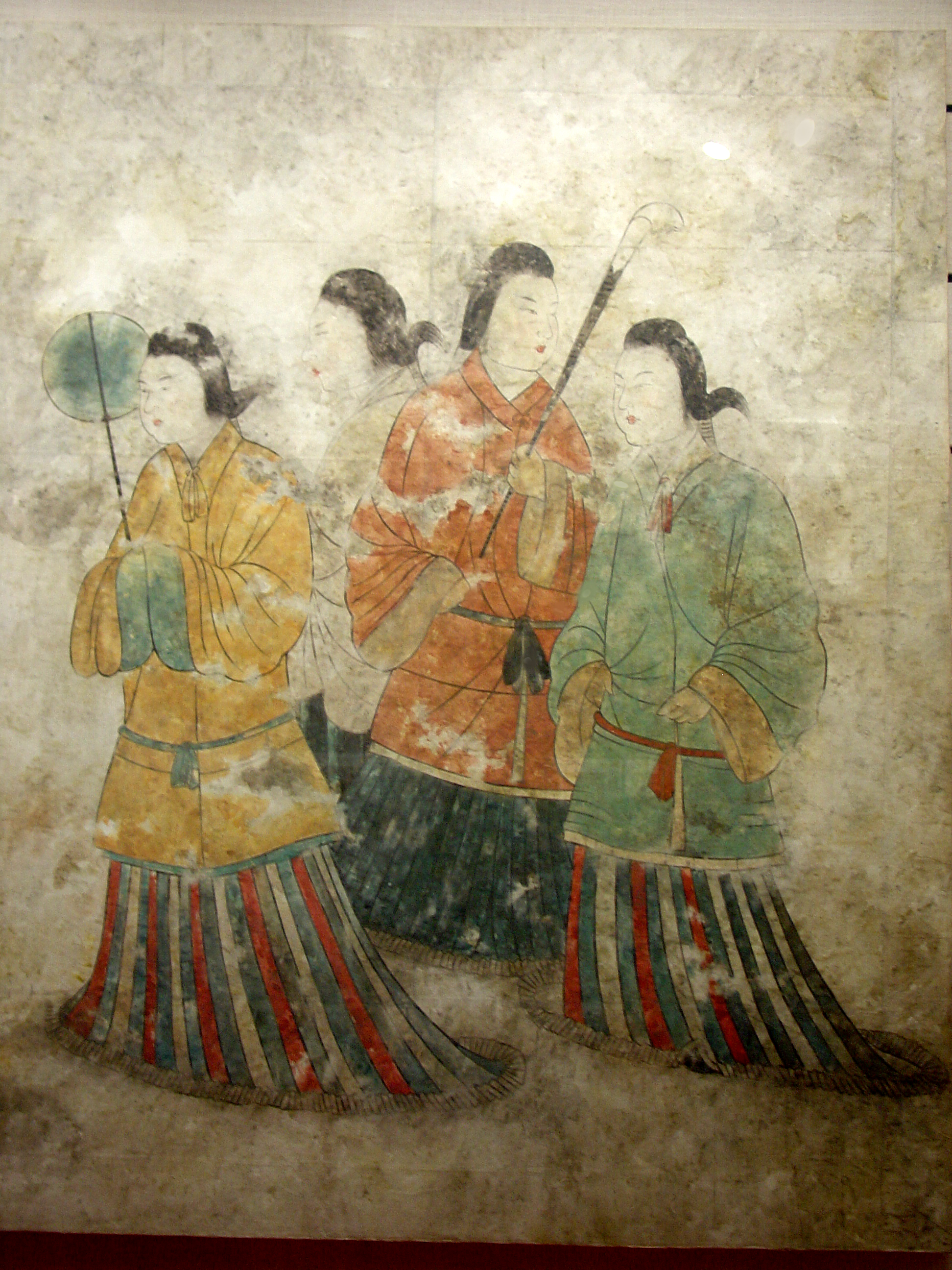
Servantes palais de la première période Tang, Musée d'histoire de Shensi
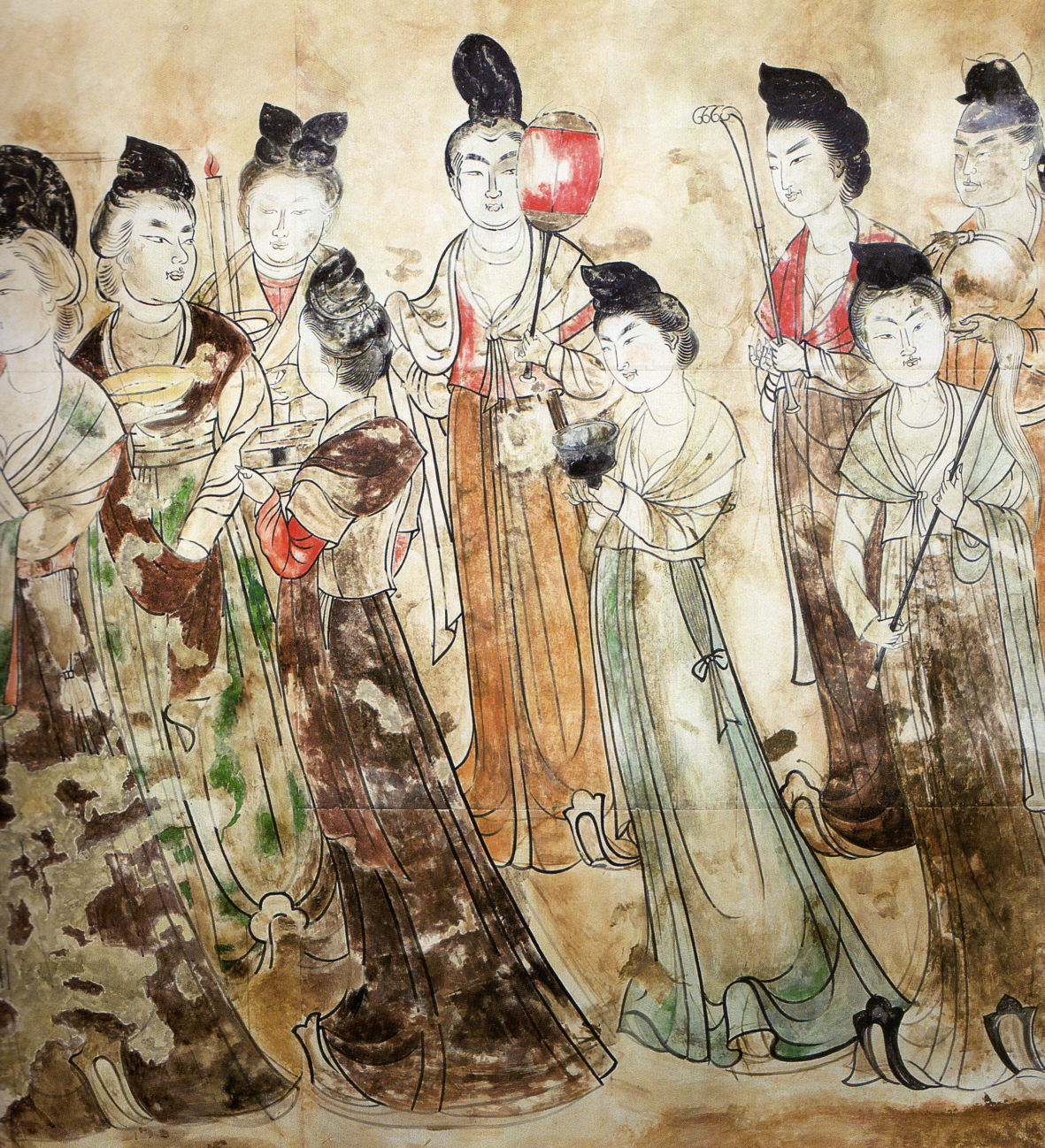
Dames de la cour Tang, 706, Mausolée de Qianling
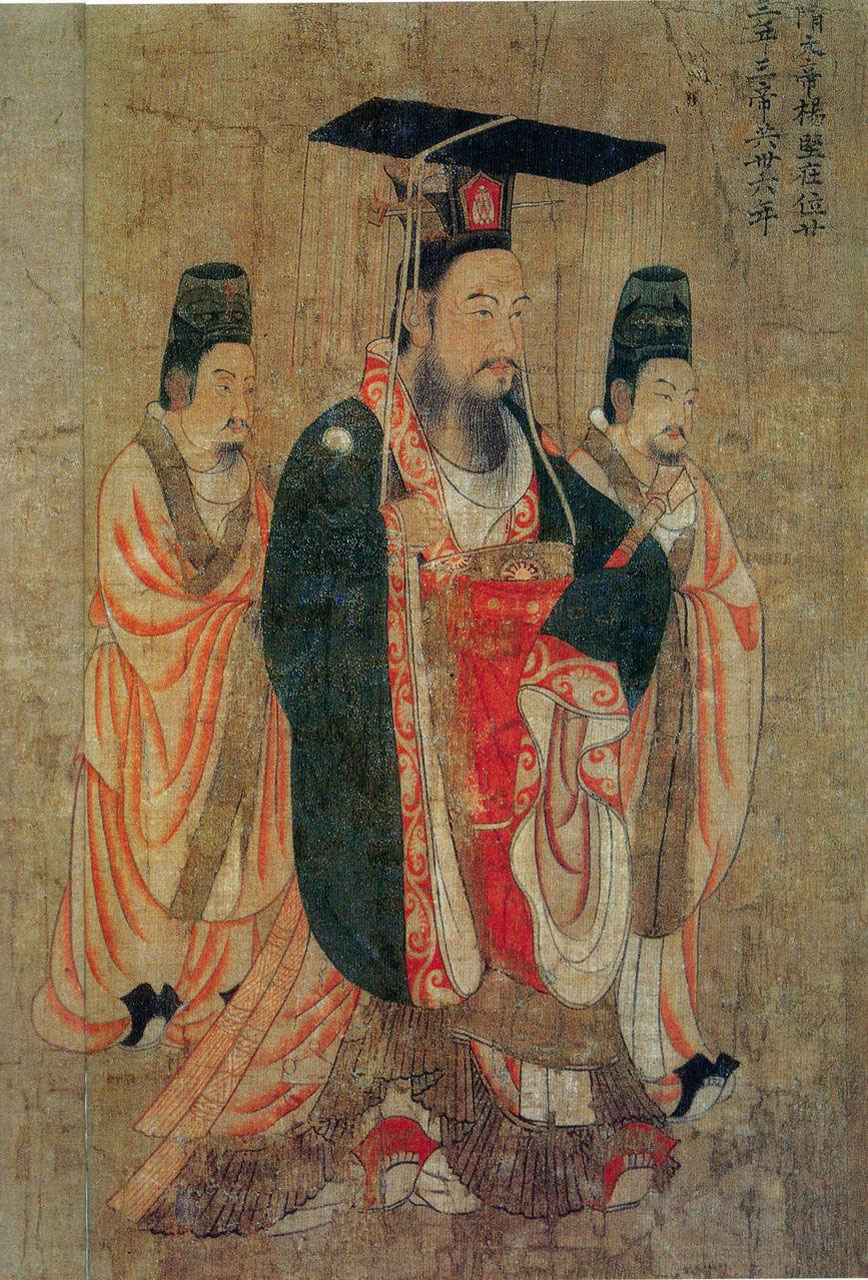
L'empereur Wen de Sui, attribué à Yan Liben, VIIe siècle
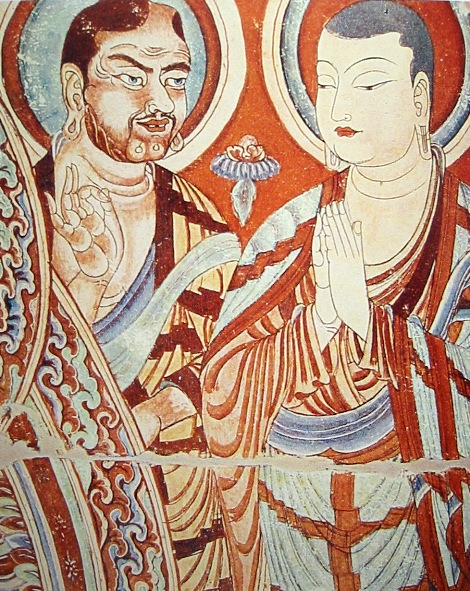
Peinture murale bouddhiste dans les grottes de Bezeklik, IXe siècle
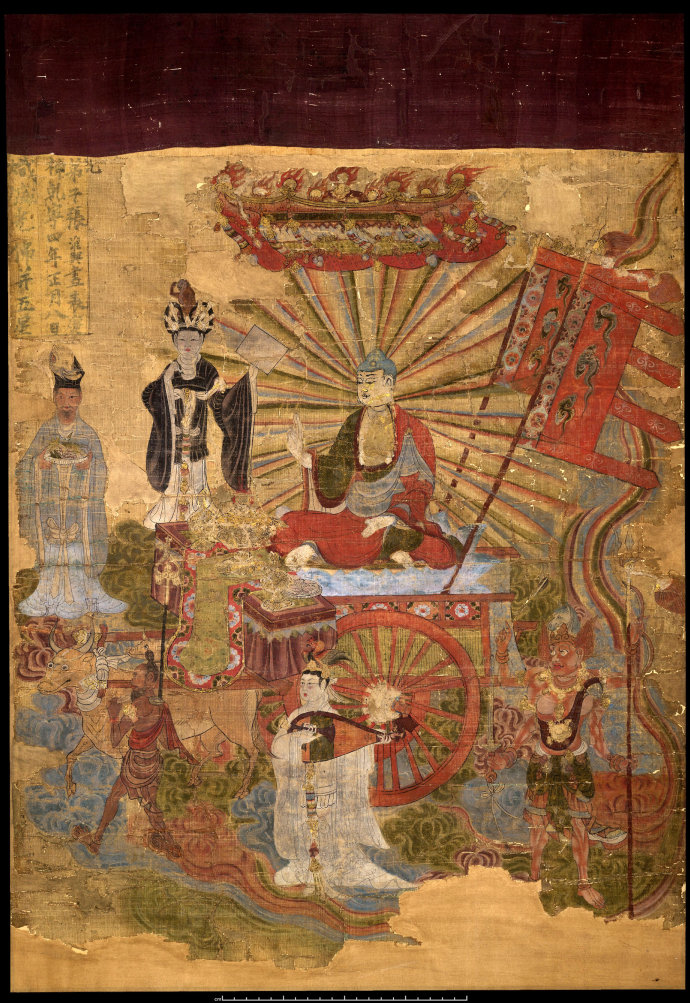
«Le Bouddha Tejaprabhā et les cinq planètes», 897, British Museum

## Céramique

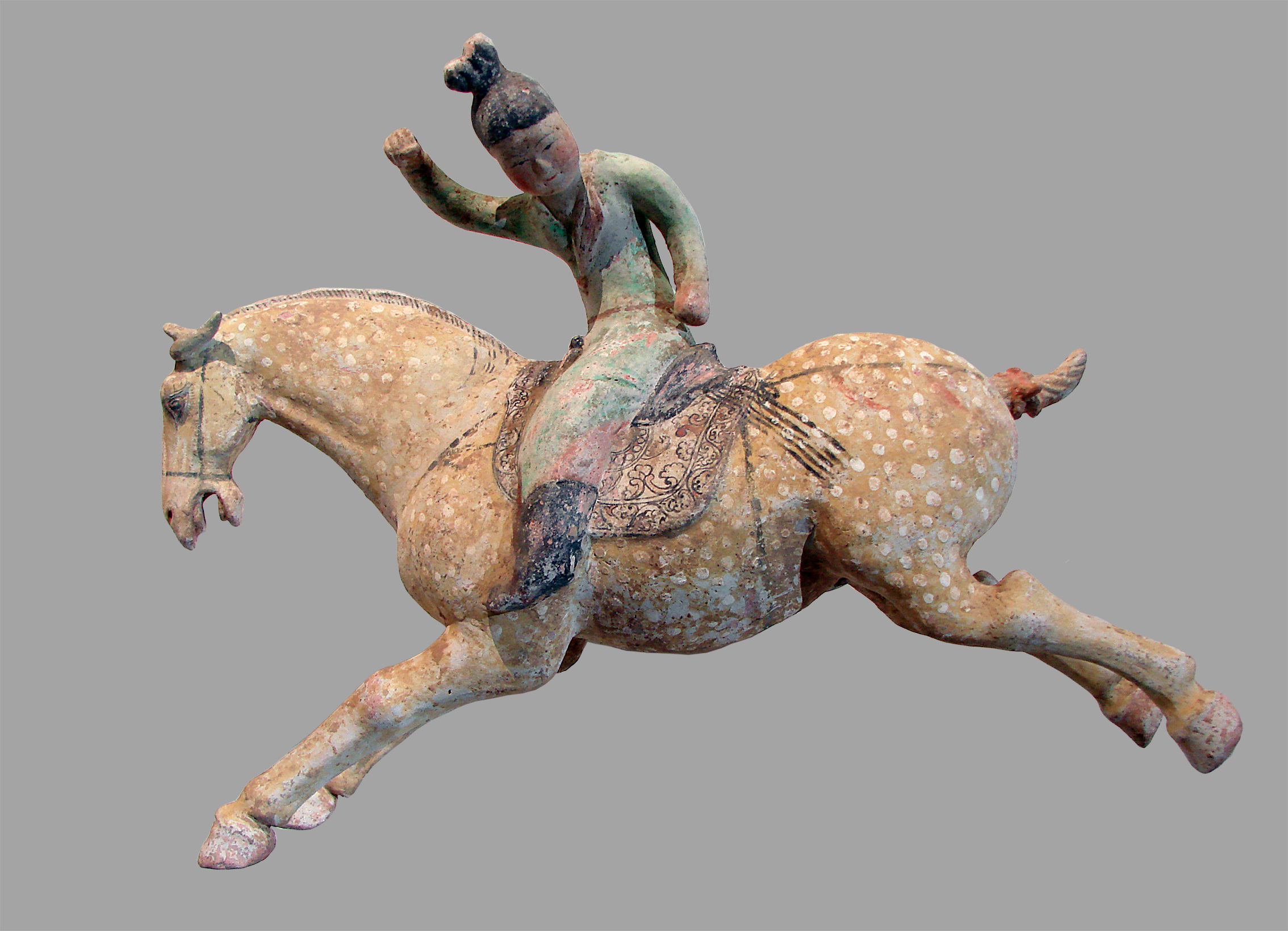
Figurine funéraire Tang représentant une joueuse de polo, avant 750.

La céramique chinoise a connu de nombreux développements importants, comme la première porcelaine chinoise répondant aux définitions occidentales et chinoises de la porcelaine, dans les porcelaines Ding et les types connexes. Les figures funéraires en faïence de la dynastie Tang sont très connues en Occident aujourd'hui, mais n'ont été fabriquées que dans des tombes d'élite près de la capitale dans le nord, entre environ 680 et 760. Ils furent peut-être les dernières céramiques en terre fine importants à être produits en Chine. Beaucoup sont des céramiques sancai (tricolore) à glaçure plombifère ; d'autres ne sont pas peints ou ont été peints sur un engobe et la peinture a souvent à présent disparu.
Le Sancai a également été utilisé pour les vaisselle pour l'enterrement, et peut-être pour l'utilisation du vivant; la glaçure était moins toxique que sous les Han, mais peut-être encore dangereuse pour la consommation de nourritures. La forme typique est le «plateau offrant», une forme ronde ou circulaire et lobée avec une décoration de type florale géométrique et régulière au centre.
Dans le sud, les céramiques du site du four Changsha Tongguan à Tongguan sont importantes en tant que première utilisation régulière de la peinture sous glaçure ; des exemples ont été trouvés dans de nombreux endroits du monde islamique. Cependant, la production a diminué et la peinture sous glaçure est restée une technique mineure pendant plusieurs siècles.
La céramique de Yue était le principal type de céladon à haute cuisson à glaçure de l'époque, et était d'un design très sophistiqué, patronné par la cour. Ce fut également le cas des porcelaines septentrionale des fours des provinces du Henan et du Hebei, qui pour la première fois rencontraient la définition tant occidentale qu'orientale de la porcelaine, étant d'un blanc pur et translucide. Une des premières mentions de la porcelaine par un étranger fut dans un texte écrit par le marchand et voyageur arabe Suleiman en 851 durant la dynastie Tang qui dit que, : "Ils ont en Chine une argile très fine avec laquelle ils font des vases aussi transparents que le verre; l'eau est vue à travers eux. Les vases sont en argile."
Les Arabes étaient bien habitués au verre, et il était certain que la porcelaine qu'il voyait n'en était pas.

La céramique Yaozhou ou le Céladon du Nord ont également commencé sous les Tang, bien que, comme la céramique Ding, son apogée ait été sous la dynastie Song. 

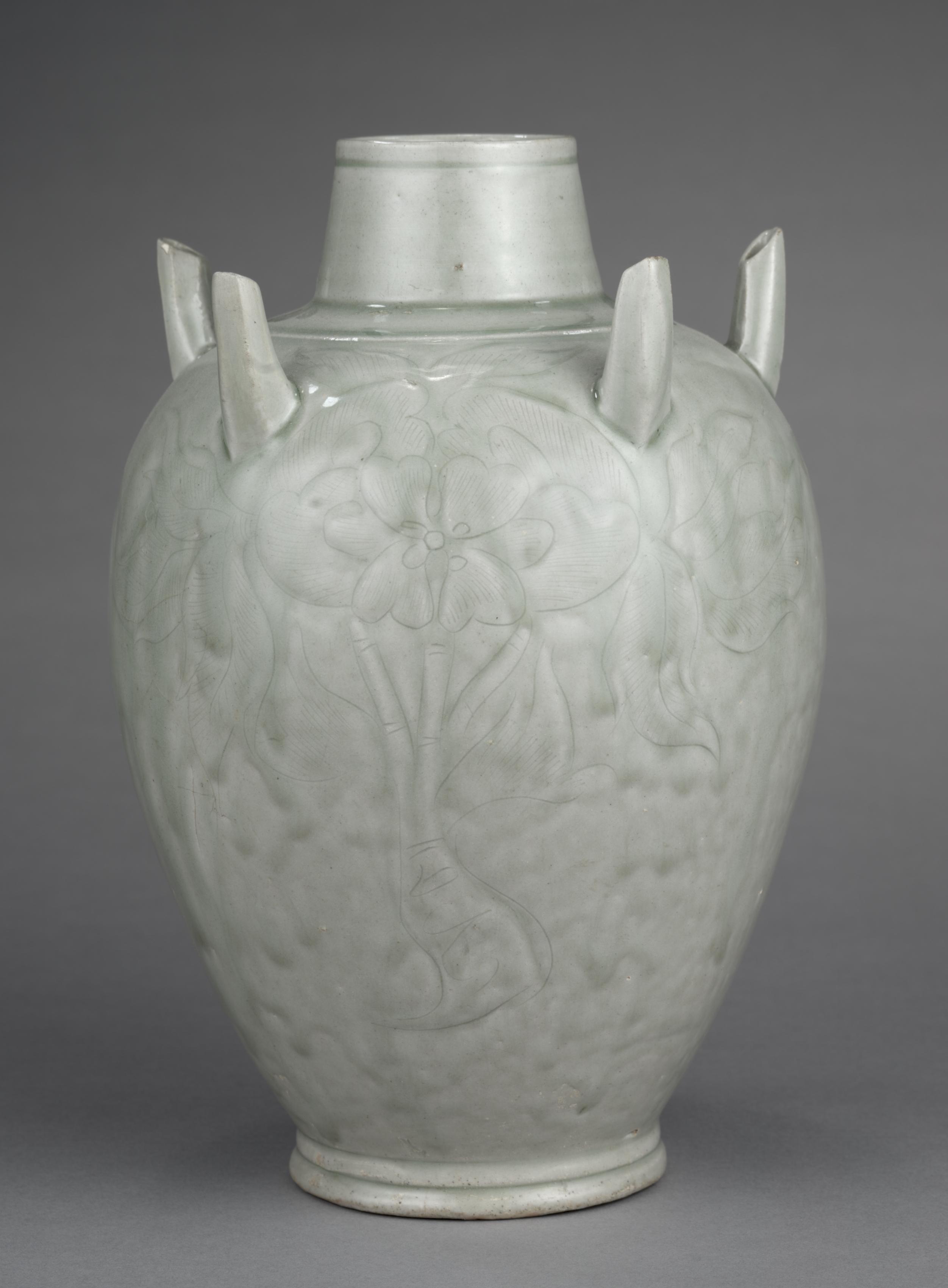
Céramique Yue vase avec décoration incisée, vers 900, "grès porcelaineux à glaçure verte"
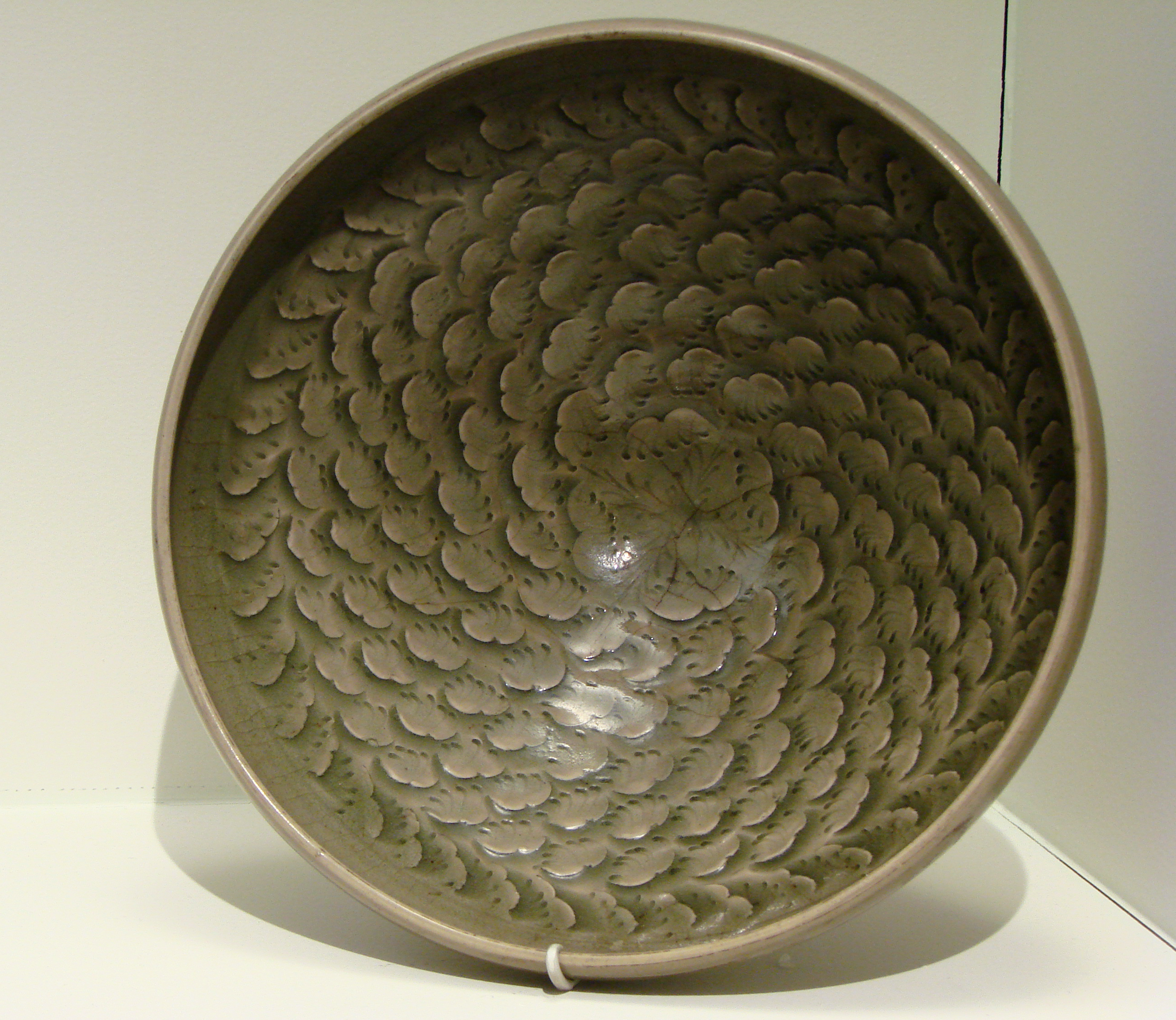
Céramique de Yaozhou, plat en Céladon du Nord, VIIIe siècle
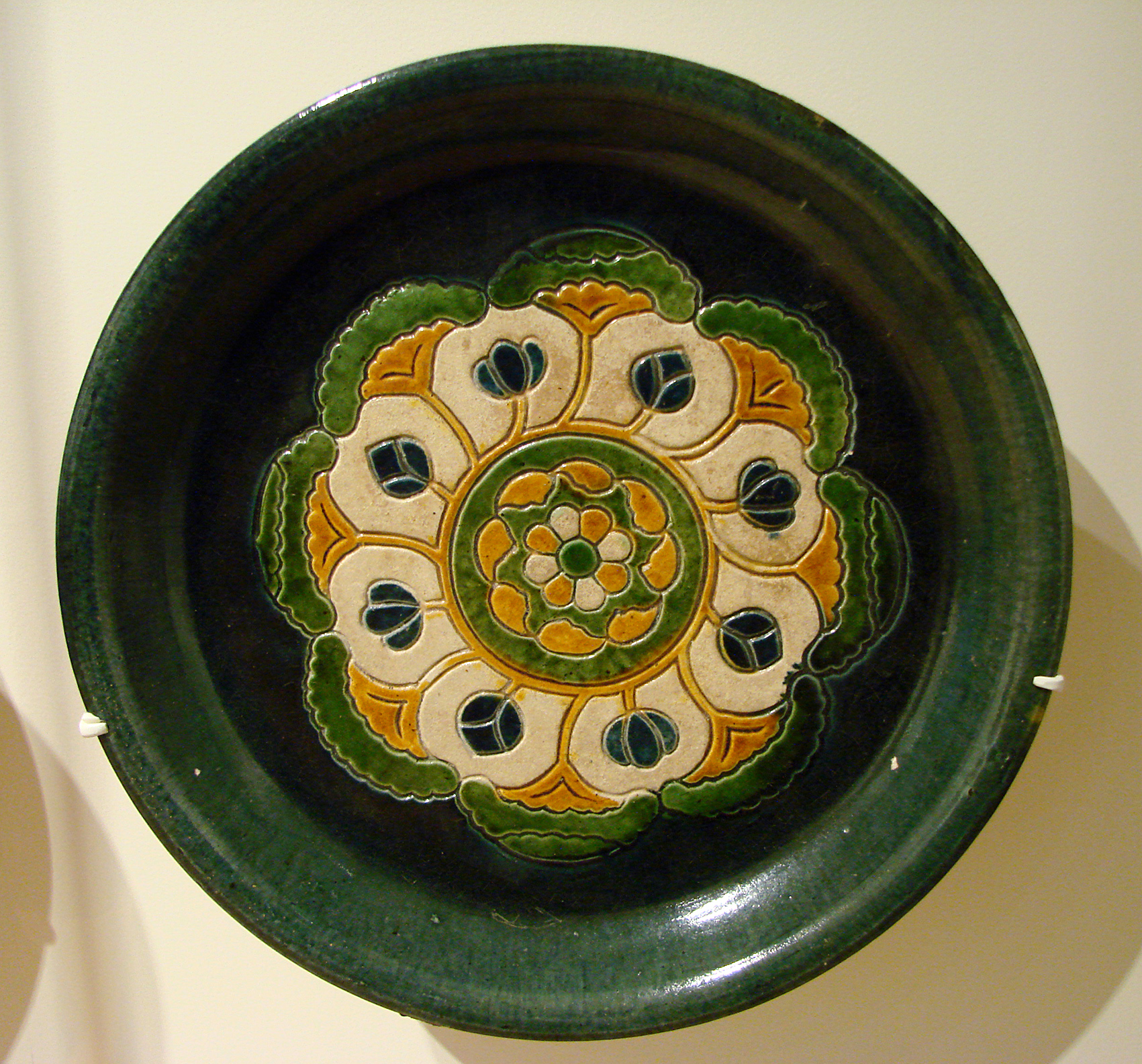
"Plat d'offrande" avec glaçure sancai, VIIIe siècle
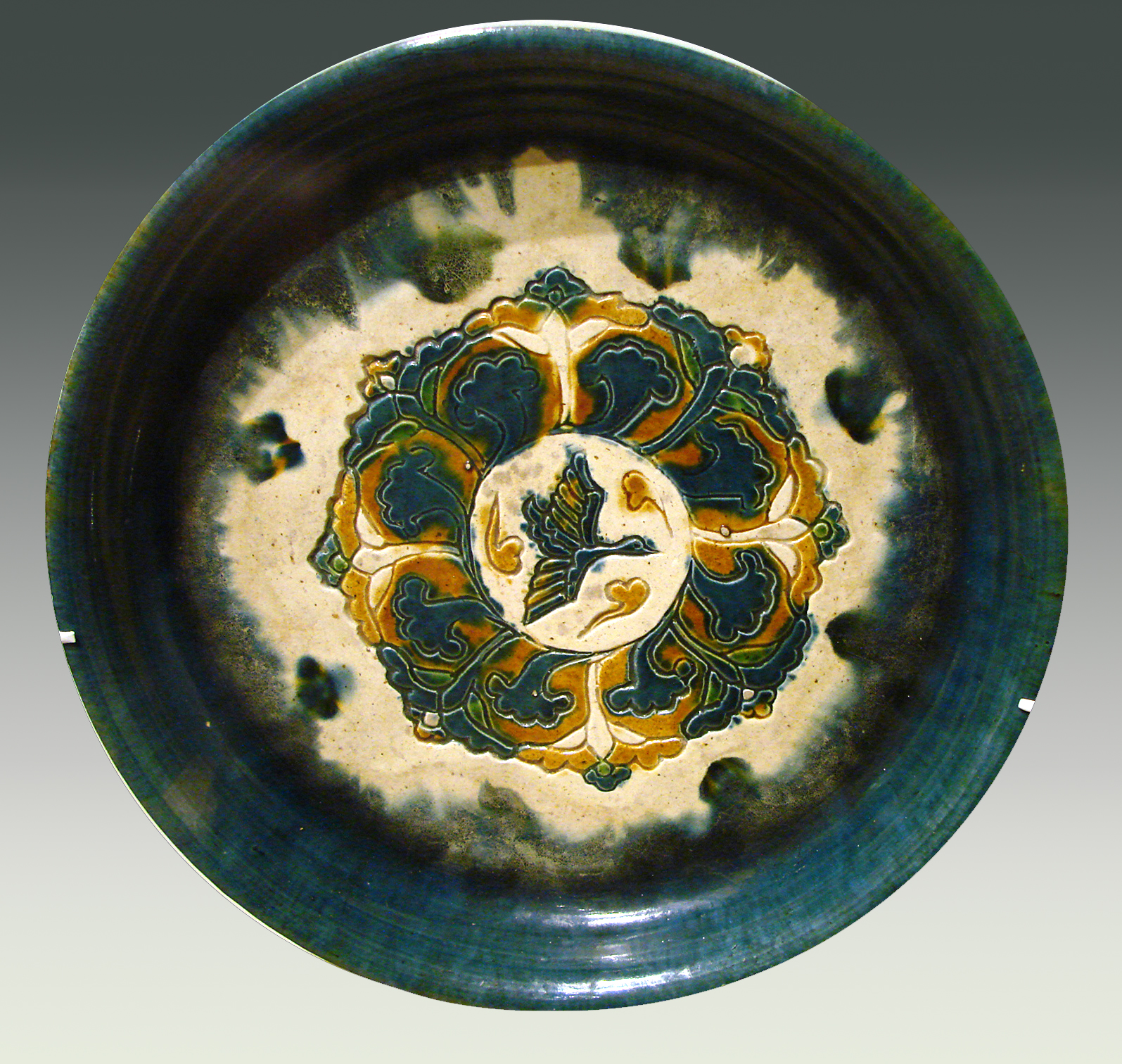
"Plat d'offrande" avec glaçure sancai, décoré avec des oiseaux et des arbres, VIIIe siècle
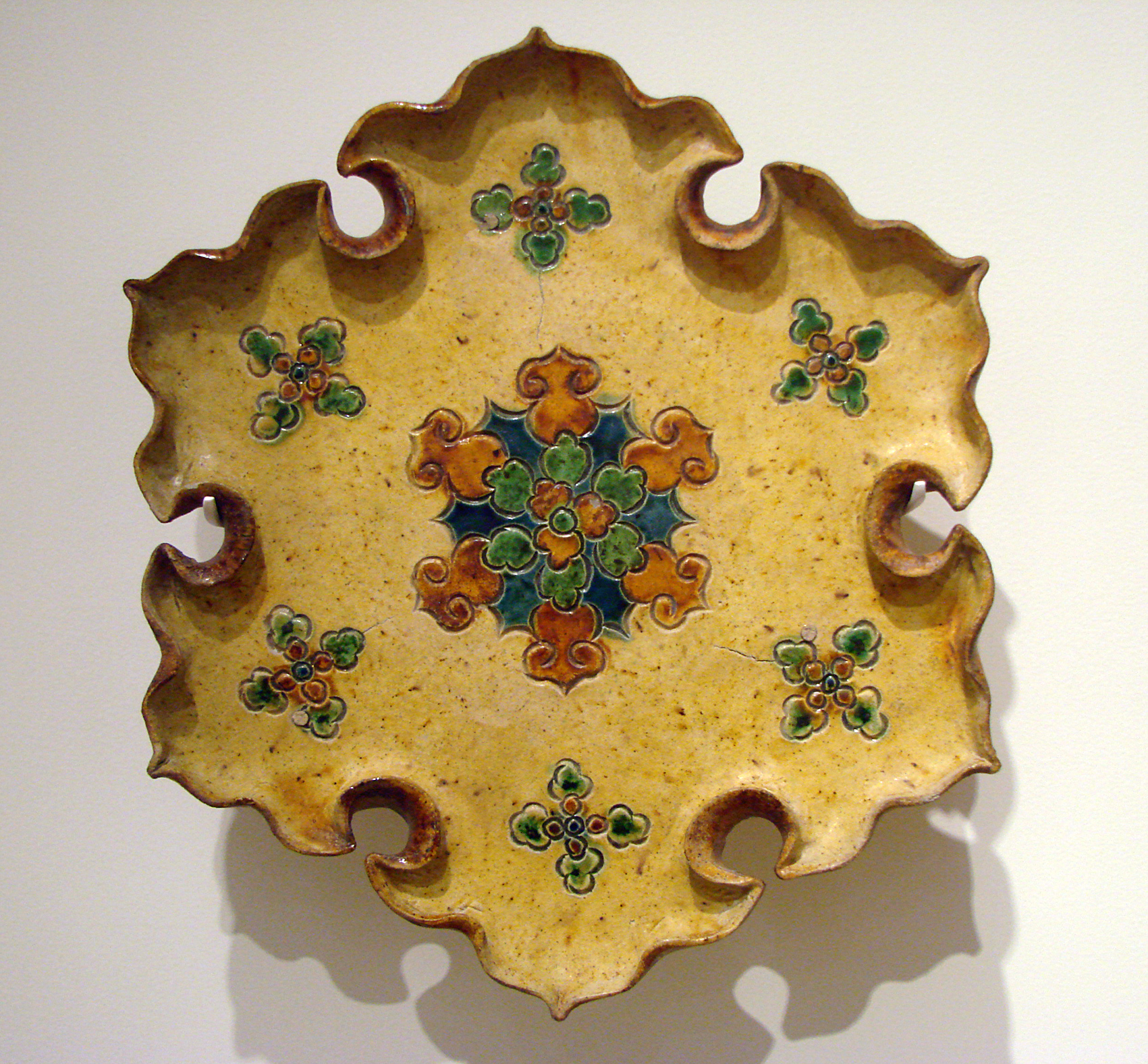
"Plat d'offrande" avec glaçure sancai, avec 6 llobes, VIIIe siècle
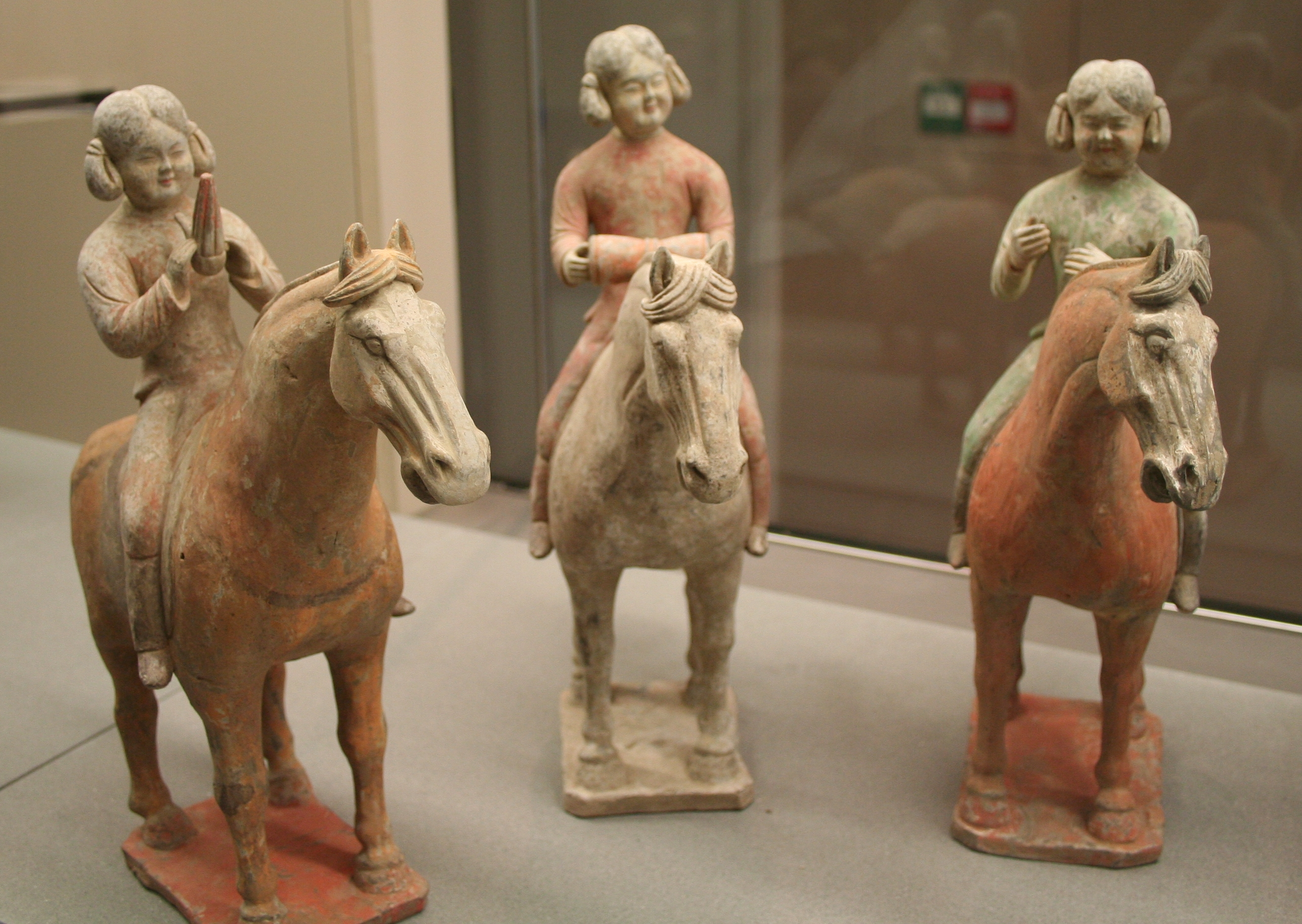
Figurines funéraires: trois dames musiciennes à cheval, début du VIIIe siècle
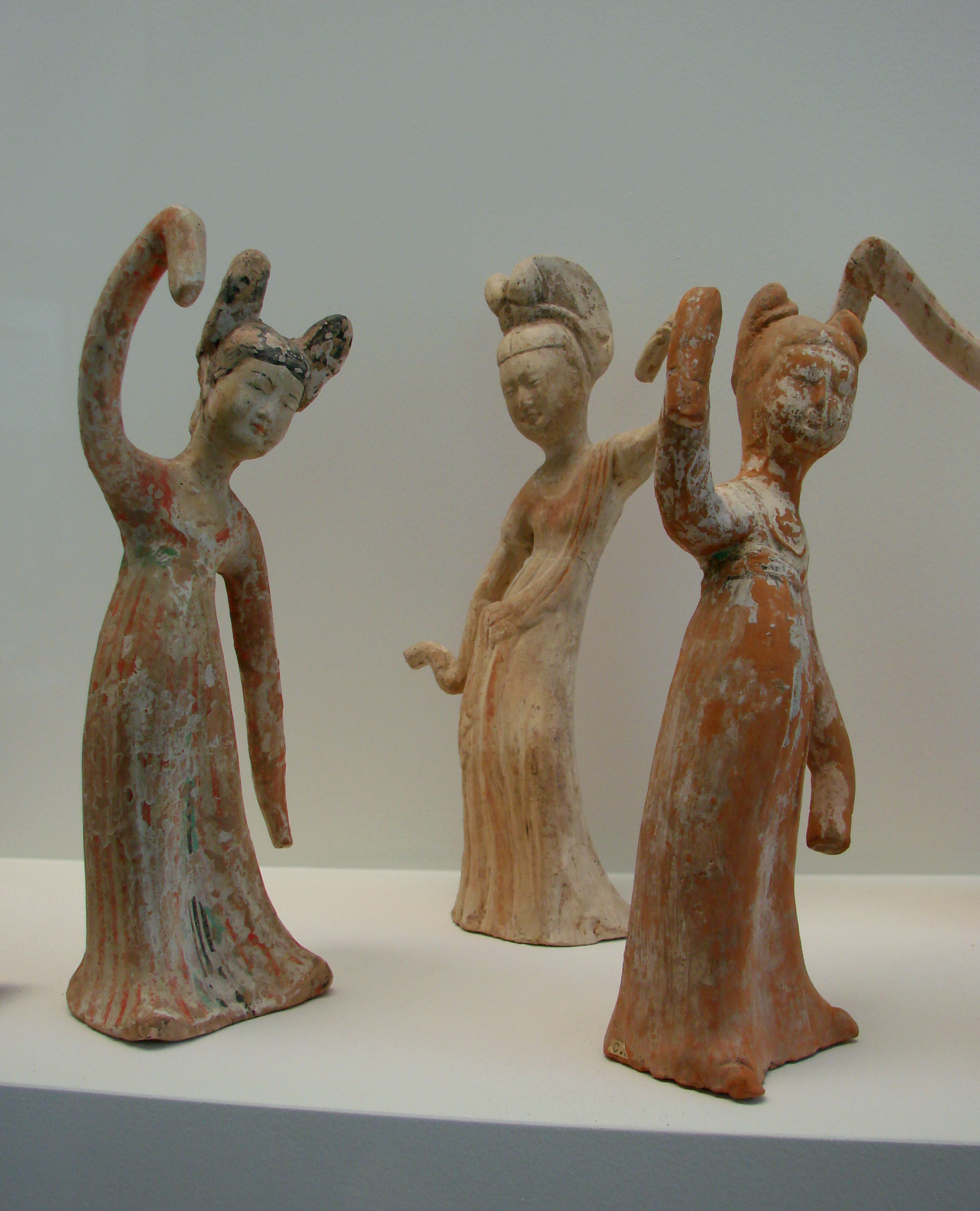
Dames dansant, VIIe siècle
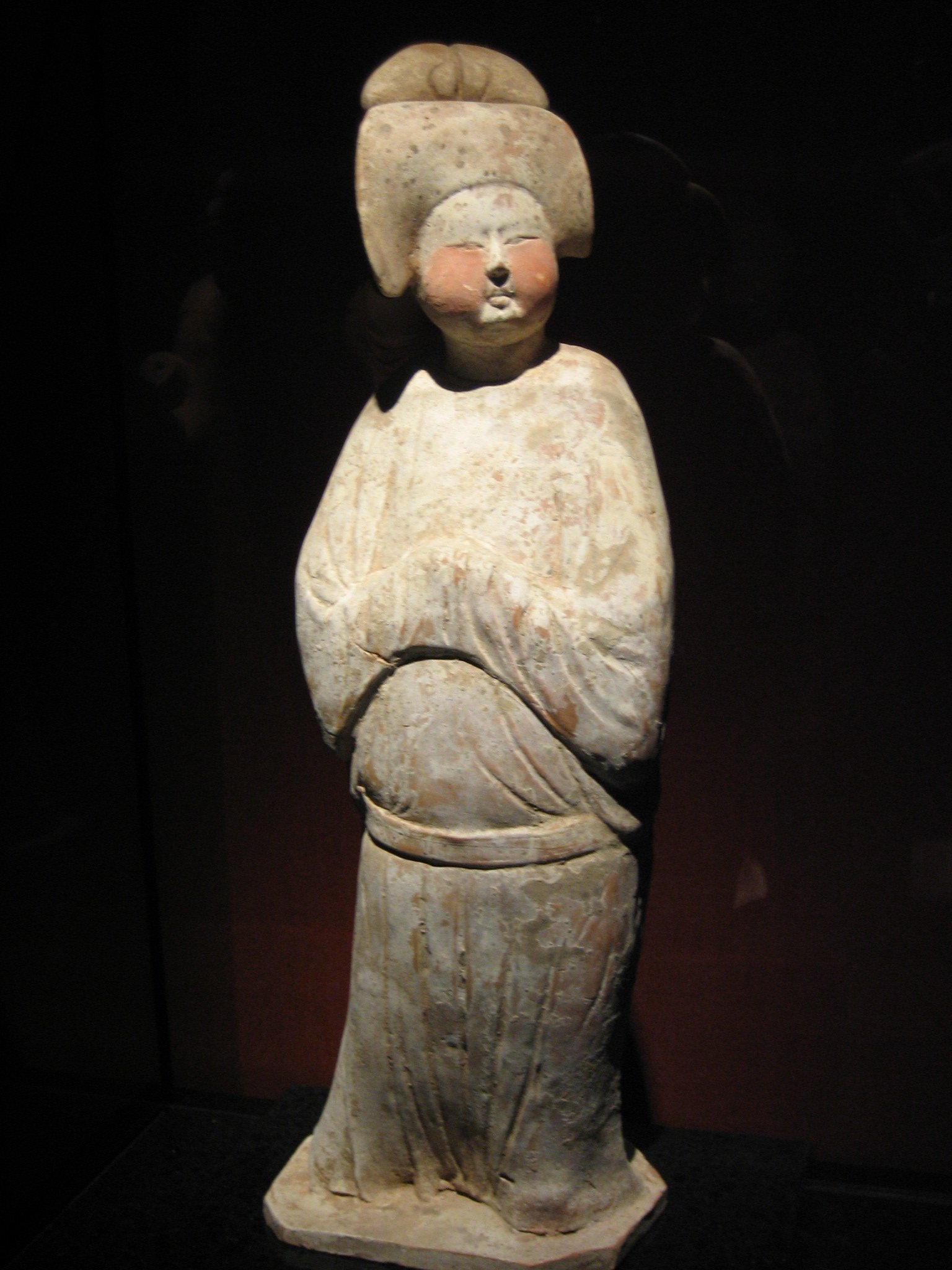
Figurine funéraire d’une dame potelée Tang
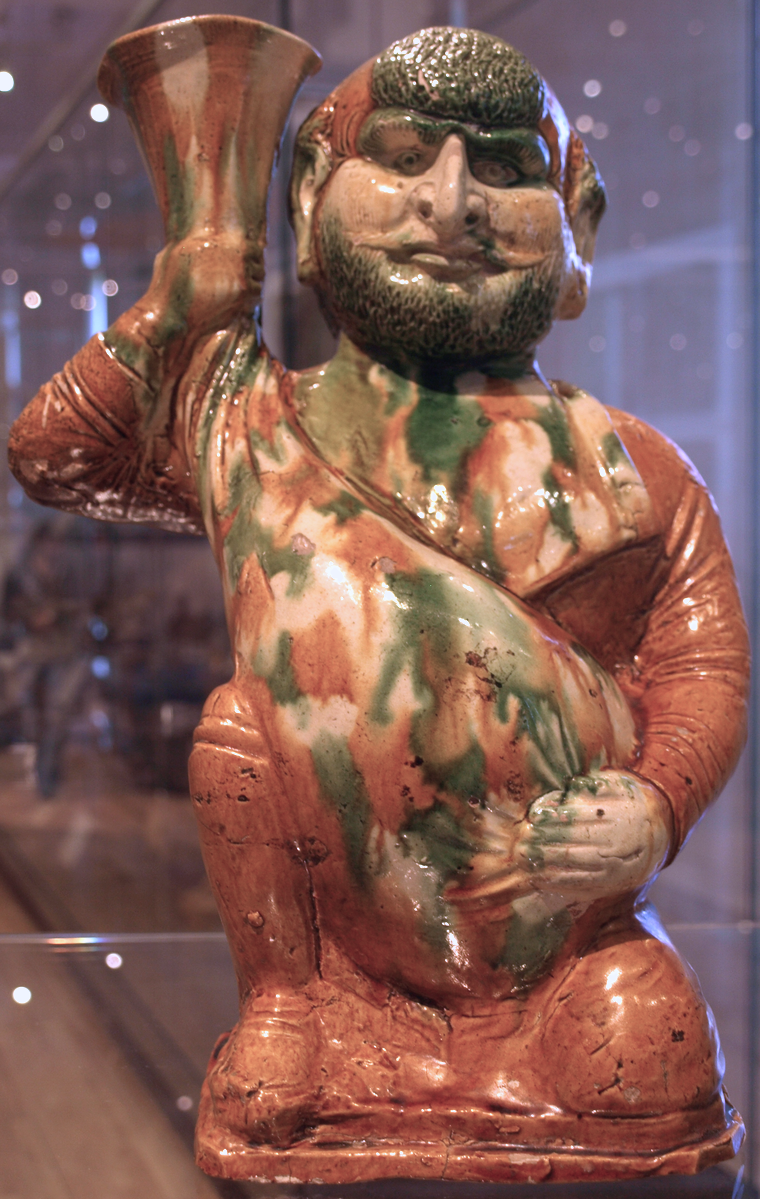
Figurine funéraire d'un étranger avec une outre, vers 674–750
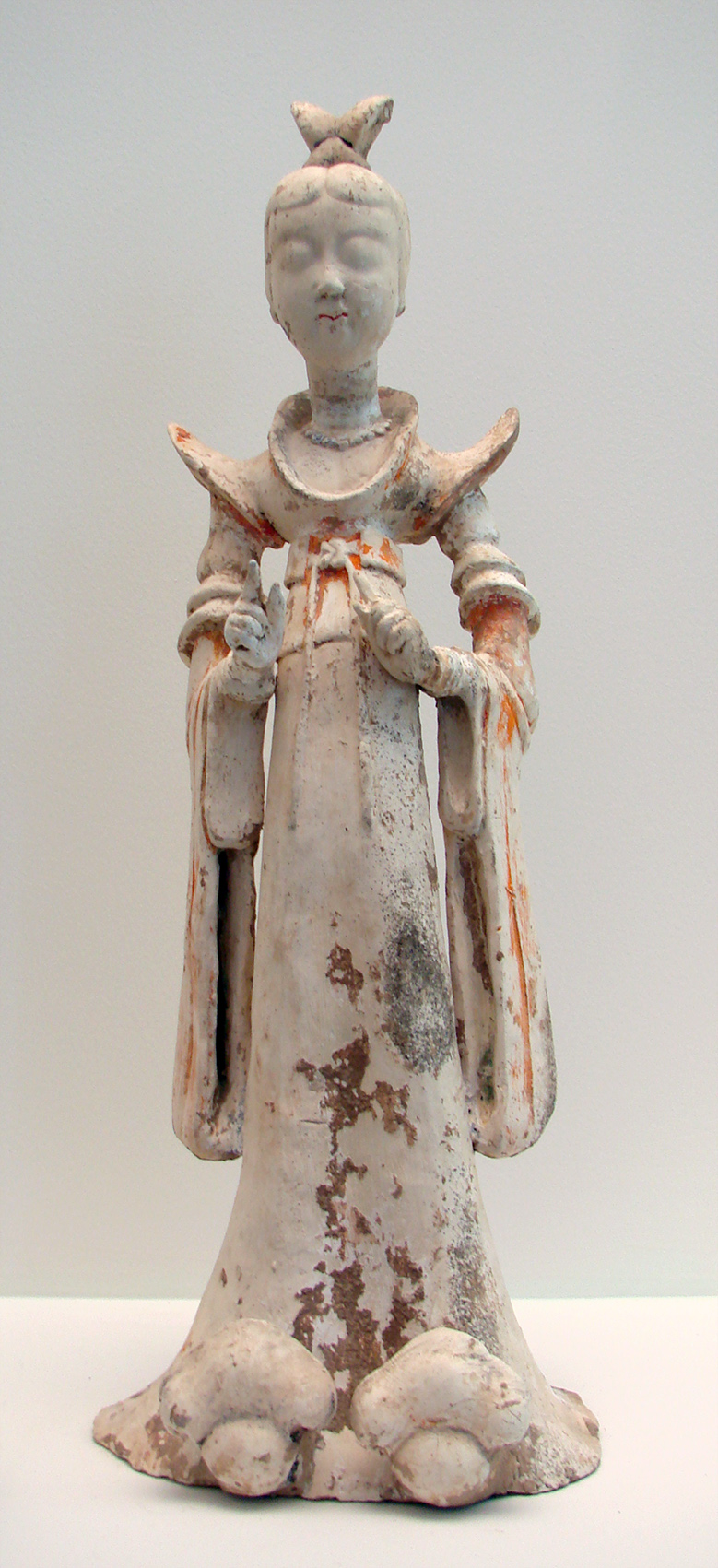
Figurine funéraire, VIIe – VIIIe siècle
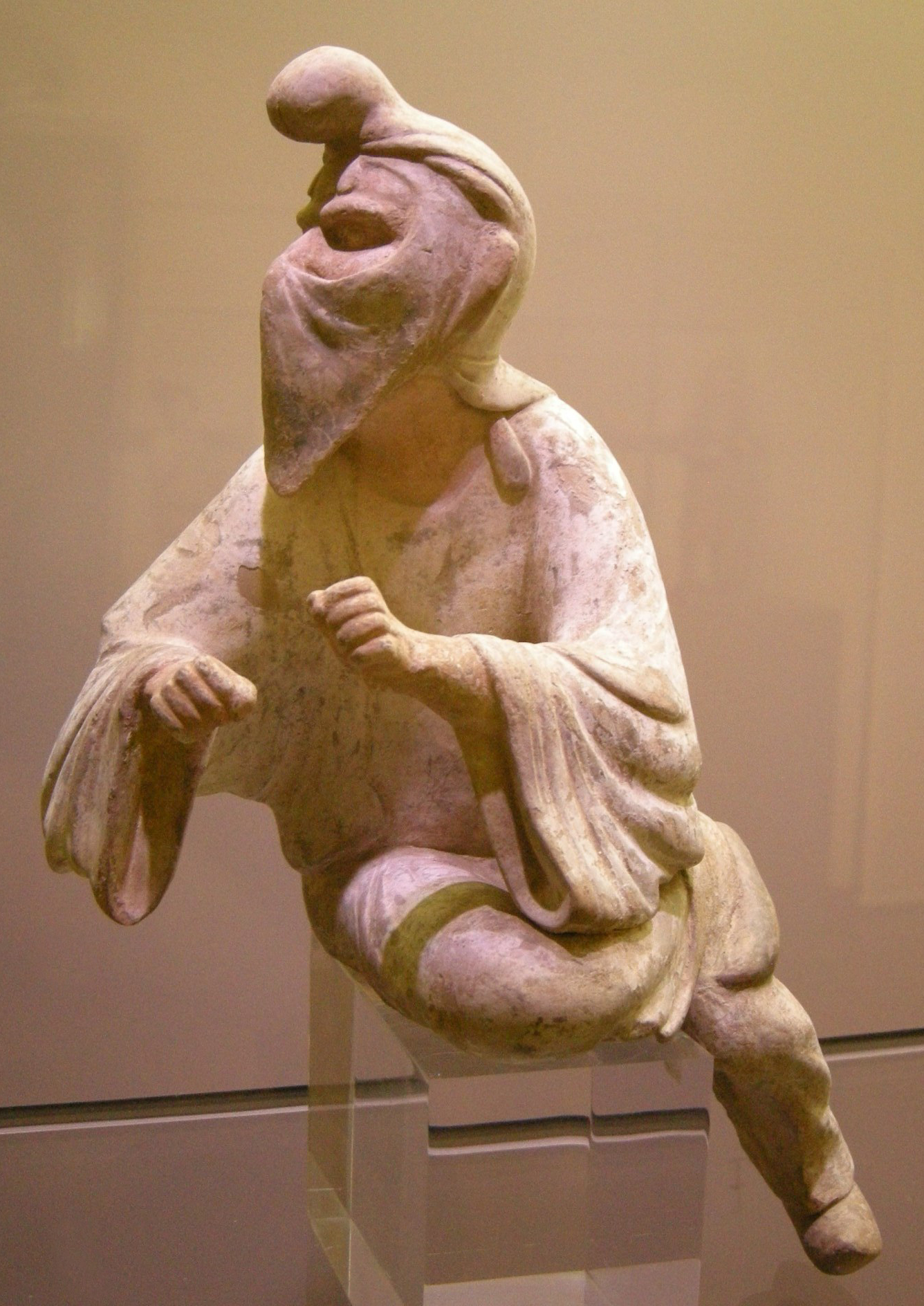
Figurine funéraire d'un Sogdien portant un cape distinctive et un voile sur le visage, probablement un chamelier, ou même un prêtre Zoroastre faisant un rituel dans un temple du feu, VIIIe siècle

## Sculpture

Temple Fengxian des grottes de Longmen, construit entre 672 et 676 pour l'impératrice Wu Zetian

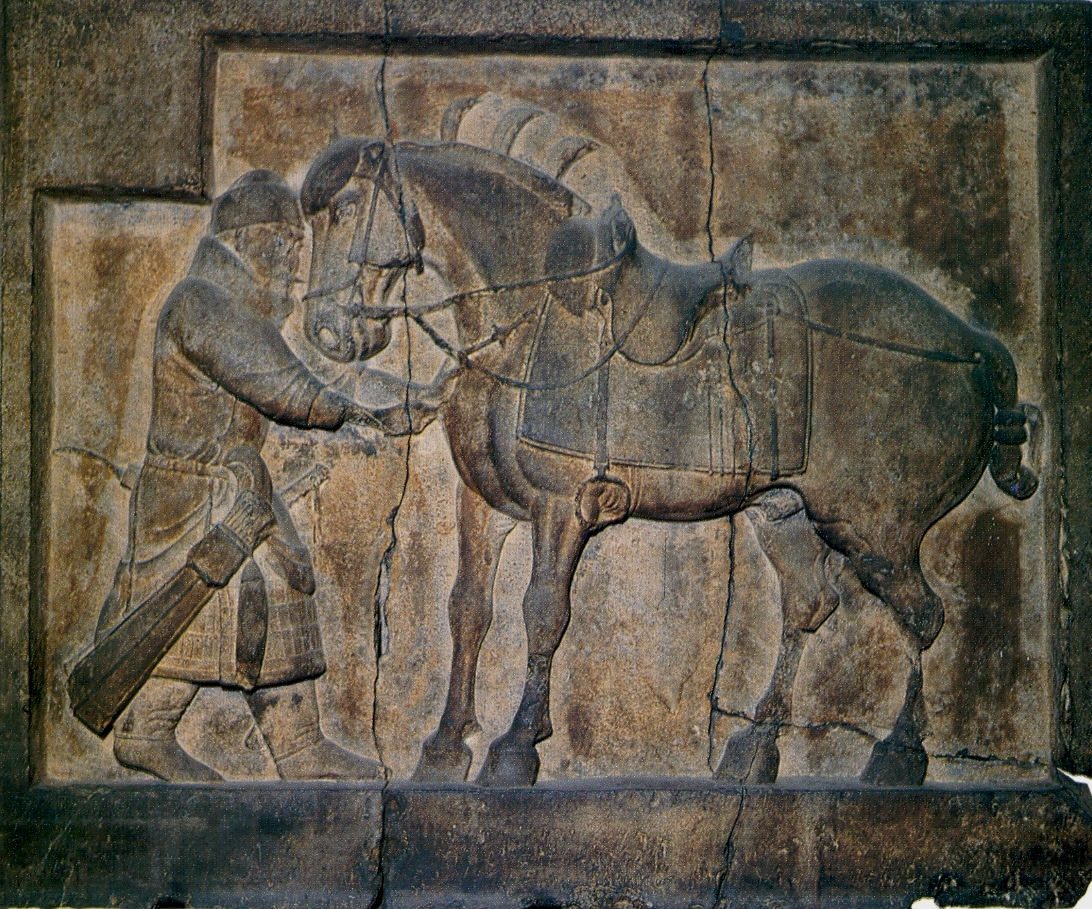
L'un des reliefs des six chevaux préférés de l'empereur Taizong (649), très probablement d'après un dessin de Yan Liben

La plupart des sculptures avant le rejet officiel du bouddhisme en 845 étaient religieuses. Une grande quantité a été détruite au cours de la période Tang elle-même, et la plupart du reste ayant été perdu au cours des périodes ultérieures. Il y avait de nombreuses sculptures en bronze et en bois, dont le style est bien visible dans les exemples semblables conservées dans les temples japonais. Des sculptures monumentales en pierre et en terre cuite ont survécu dans plusieurs complexes de temples taillés dans la roche, dont les plus grands et les plus célèbres sont les grottes de Longmen et les grottes de Mogao (à Dunhuang), qui étaient toutes deux à l'apogée de leur expansion pendant la dynastie Tang. Cette statuaire combinait « le goût indien pour les formes robustes et gonflantes et le génie chinois pour l'expression en termes de rythme linéaire... pour produire un style qui allait devenir la base de toute la sculpture bouddhiste ultérieure en Chine. » 
 

Les figurines funéraires sont analysées ci-dessus; bien que ce type d'objet n'était pas vraiment considéré comme de l'art leurs producteurs, et parfois plutôt bâclés, et surtout peints, ils restent vigoureux et efficaces comme sculpture, en particulier lorsque des animaux et des étrangers sont représentés, ces derniers avec des éléments caricaturaux. Un autre type de sculpture funéraire, très différent est visible avec les reliefs des six coursiers du mausolée de l'empereur Taizong (mort en 649). Selon la tradition, ceux-ci ont été conçus par le peintre de courYan Liben, et le relief est si plat et linéaire qu'il semble probable qu'ils ont été sculptés d'après des dessins ou des peintures. 

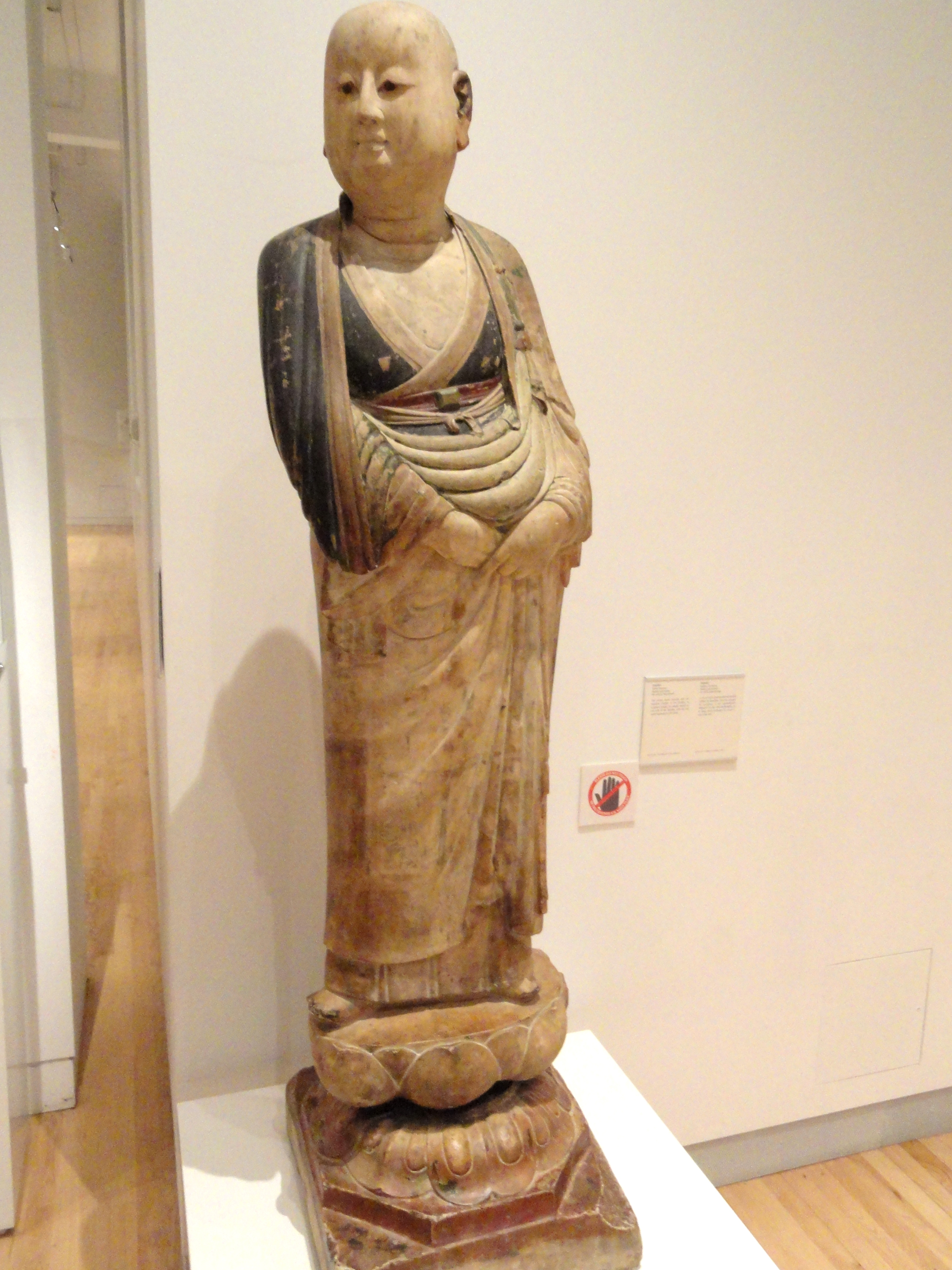
Ananda, de la province du Shanxi, statue d'une paire maintenant au Canada
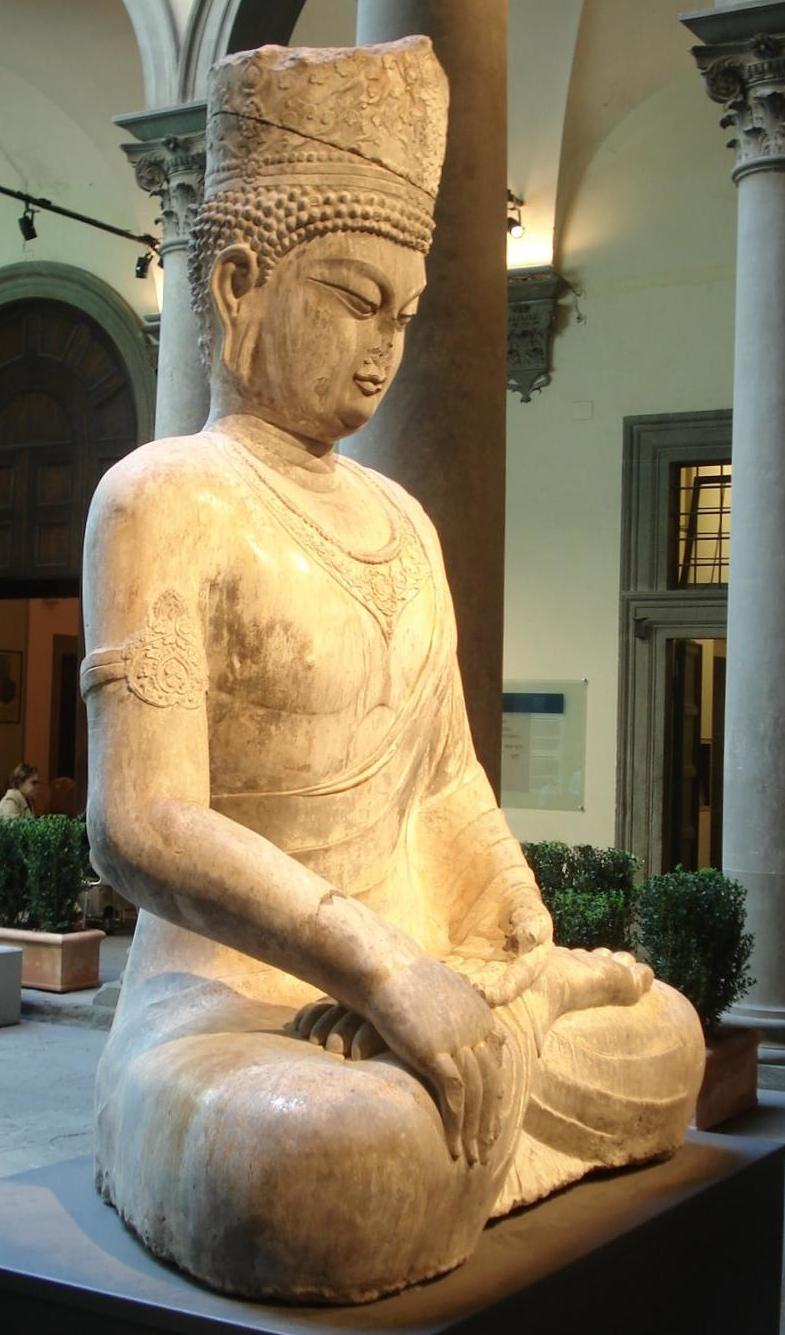
Maitreya, 2,4 mètres de haut, des grottes de Longmen, règne de Wu Zetian
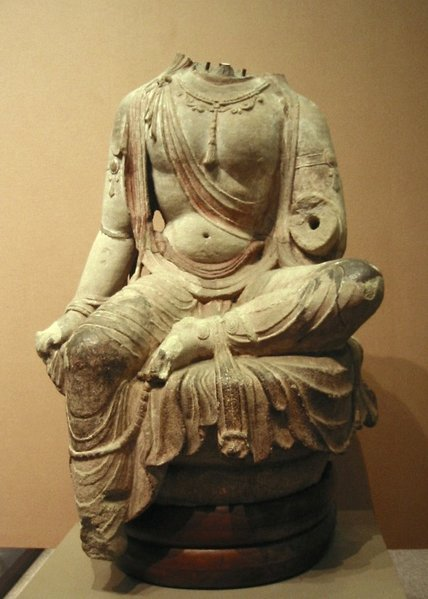
Statue de Bodhisattva de la dynastie Tang, dont il manque la tête et le bras gauche
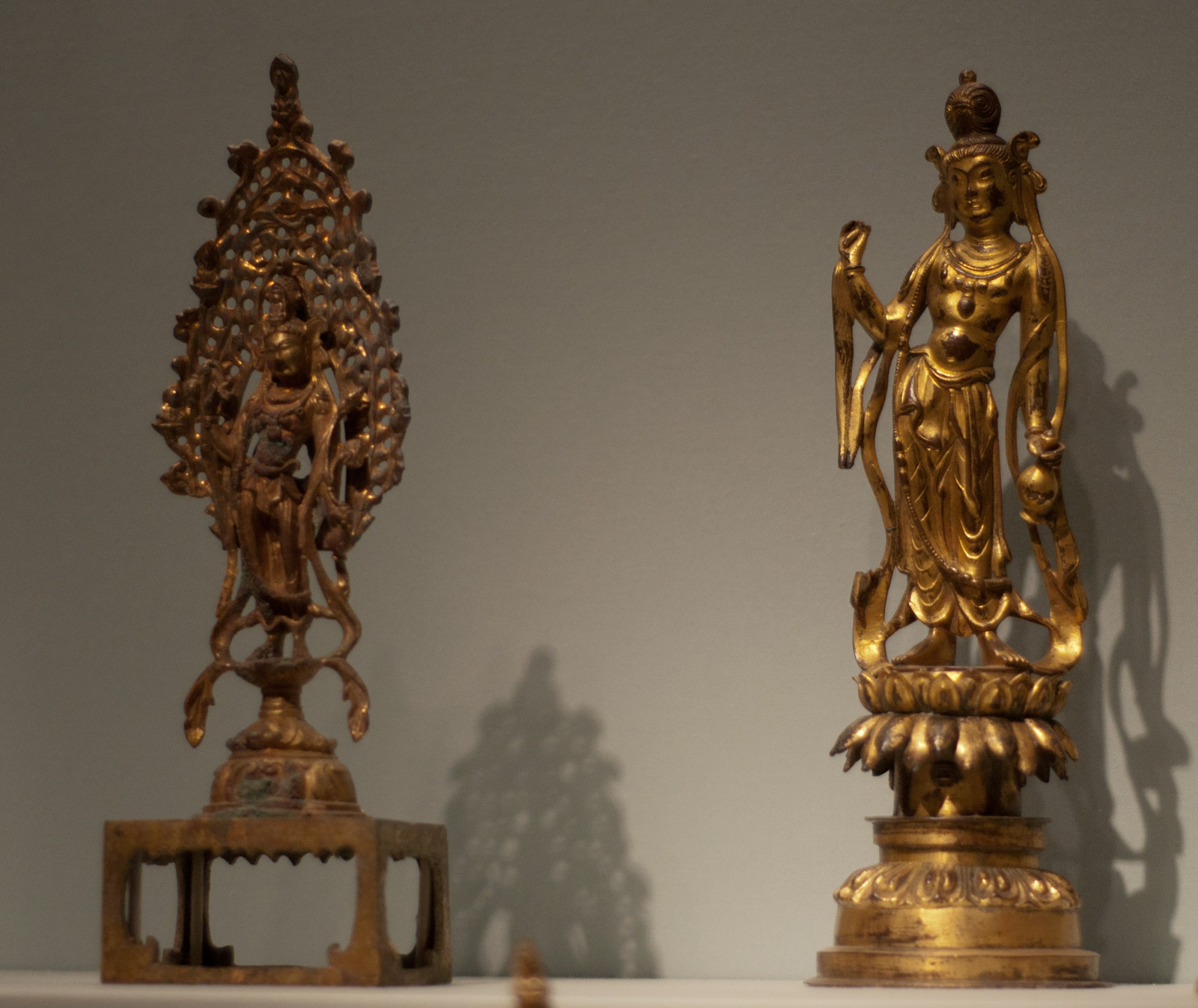
Deux statues de Guanyin en bronze doré ; seules de petites statues en bronze comme celle-ci ont survécu.
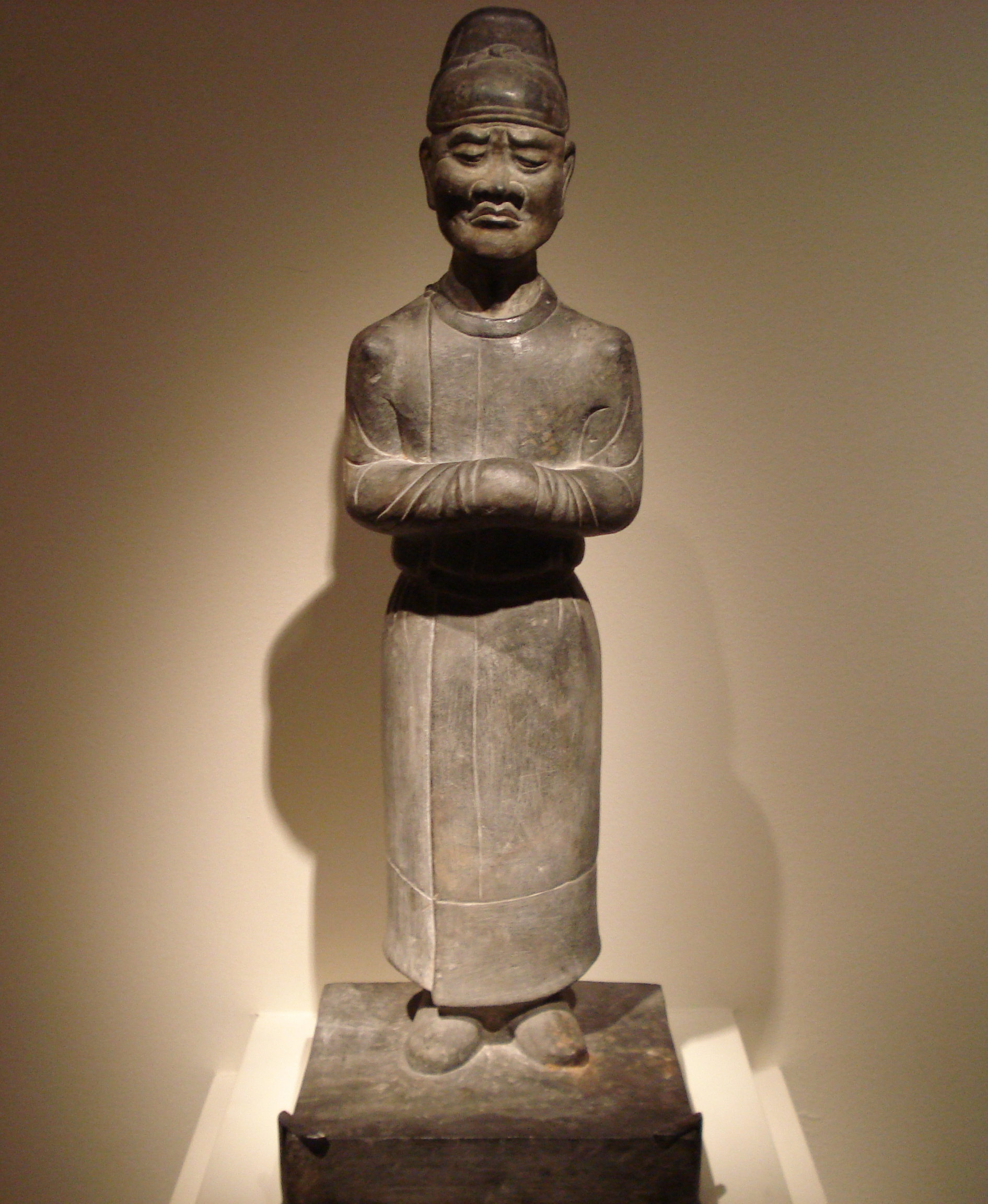
Statue en pierre calcaire d'un préposé au deuil, VIIe siècle
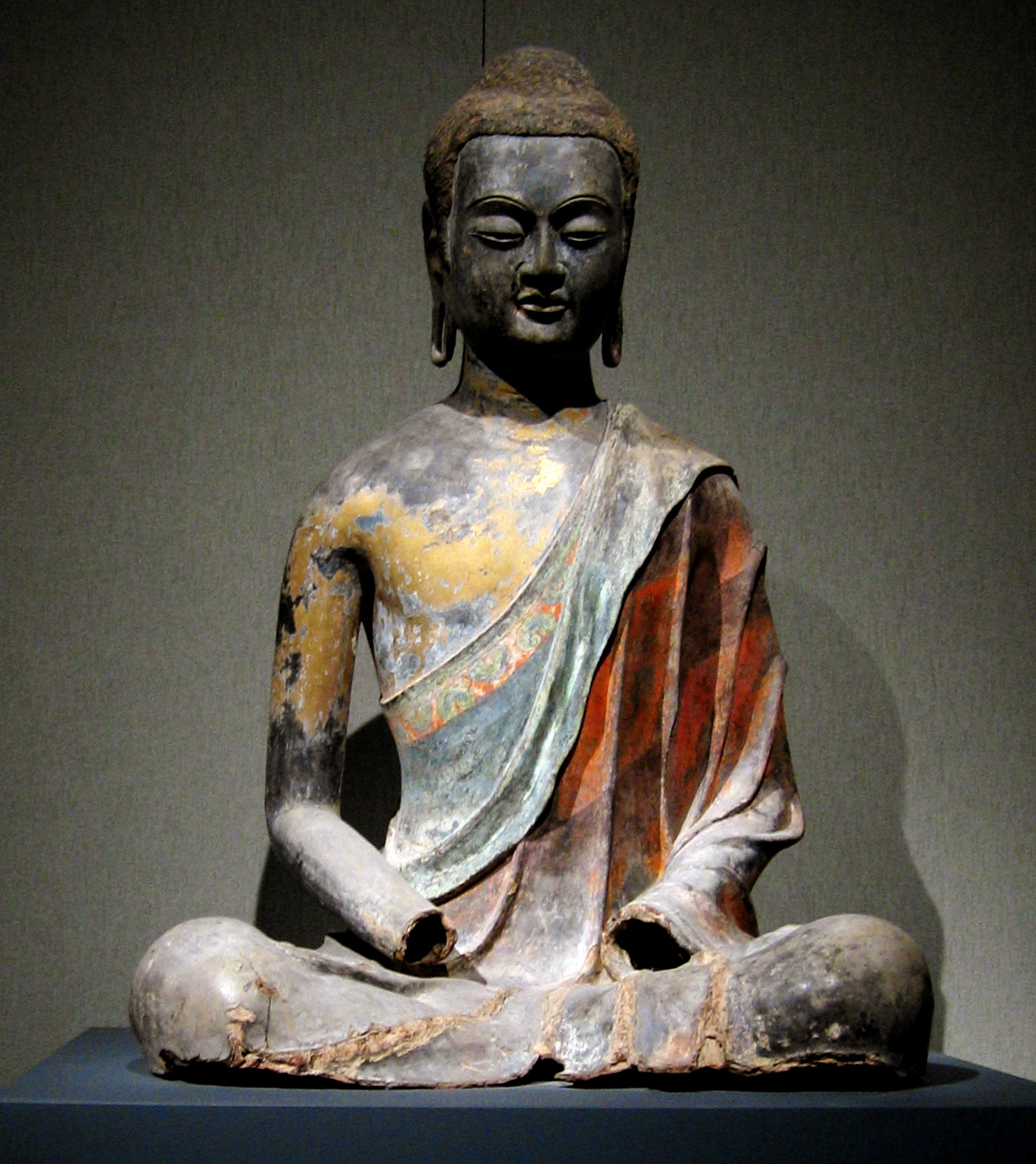
Statue de Bouddha assis en technique de laque sèche

## Ferronnerie et arts décoratifs

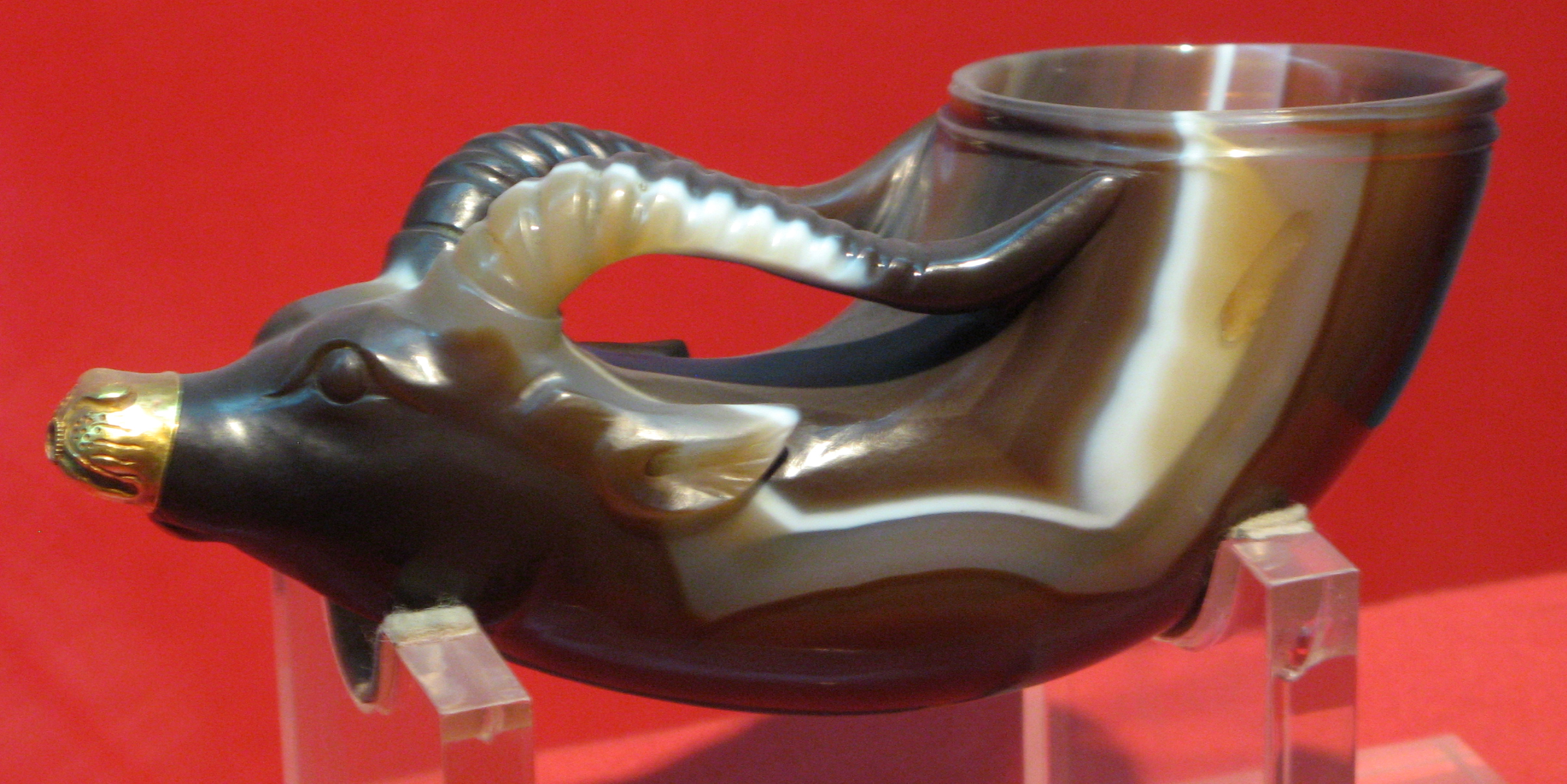
Rhyton (corne à boire) en agate sculptée, provenant du trésor du village de Hejia

La ferronnerie de l'élite Tang, qui nous est parvenue principalement à travers des coupes et des miroirs en bronze ou en argent, est souvent de superbe qualité, décorée à l'aide de techniques variées et souvent incrustée d'or et d'autres métaux. Un dépôt exceptionnellement raffiné est la collection des biens personnels de l'empereur Shōmu, dans le Tōdai-ji à Nara au Japon, donnés au sanctuaire bouddhiste par sa fille l'Impératrice Kōmyō après la mort de son père en 756. En plus de la ferronnerie, des peintures et de la calligraphie, cet ensemble comprend des meubles, du verre, des laques et des pièces en bois tels que les instruments de musique et les jeux de société. La plupart ont probablement été fabriqués en Chine, bien que certains soient japonais et d'autres Moyen-Orientaux.

Un autre dépôt important a été découvert en 1970 à Xi'an lorsque le trésor du village de Hejia a été découvert lors d'un chantier. Placé dans deux grands pots en céramique de 64 cm de haut et un en argent de 25 cm de haut, il s'agissait d'une grande collection de plus d'un millier d'objets, représentant au total une collection plutôt déroutante. Plusieurs d'entre eux étaient des récipients en or ou en argent et d'autres objets de la plus haute qualité, ainsi que des sculptures en pierre dure, en jade et en agate et des pierres précieuses. Elle a probablement été cachée à la hâte lors de la révolte d'An Lushan, au cours de laquelle la capitale Tang a été prise plus d'une fois. De nombreux objets ont été importés, principalement le long de la route de la soie, en particulier de Sogdiane, et d'autres montrent l'influence sogdienne. Deux objets du trésor (illustrés) figurent sur la liste officielle très restreinte des reliques culturelles chinoises interdites d'exposition à l'étranger. Le trésor se trouve maintenant au Musée d'histoire du Shaanxi. 

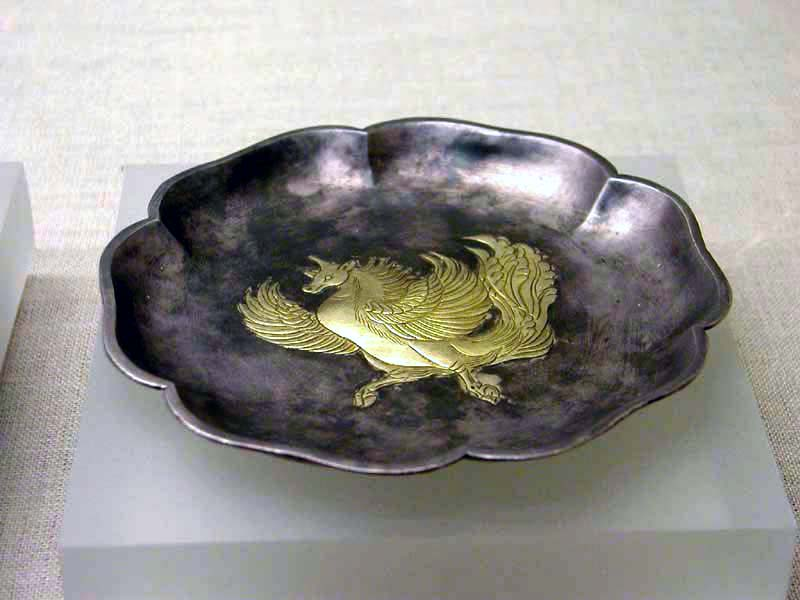
Assiette hexagonale en argent doré à motif de bête Fei Lian
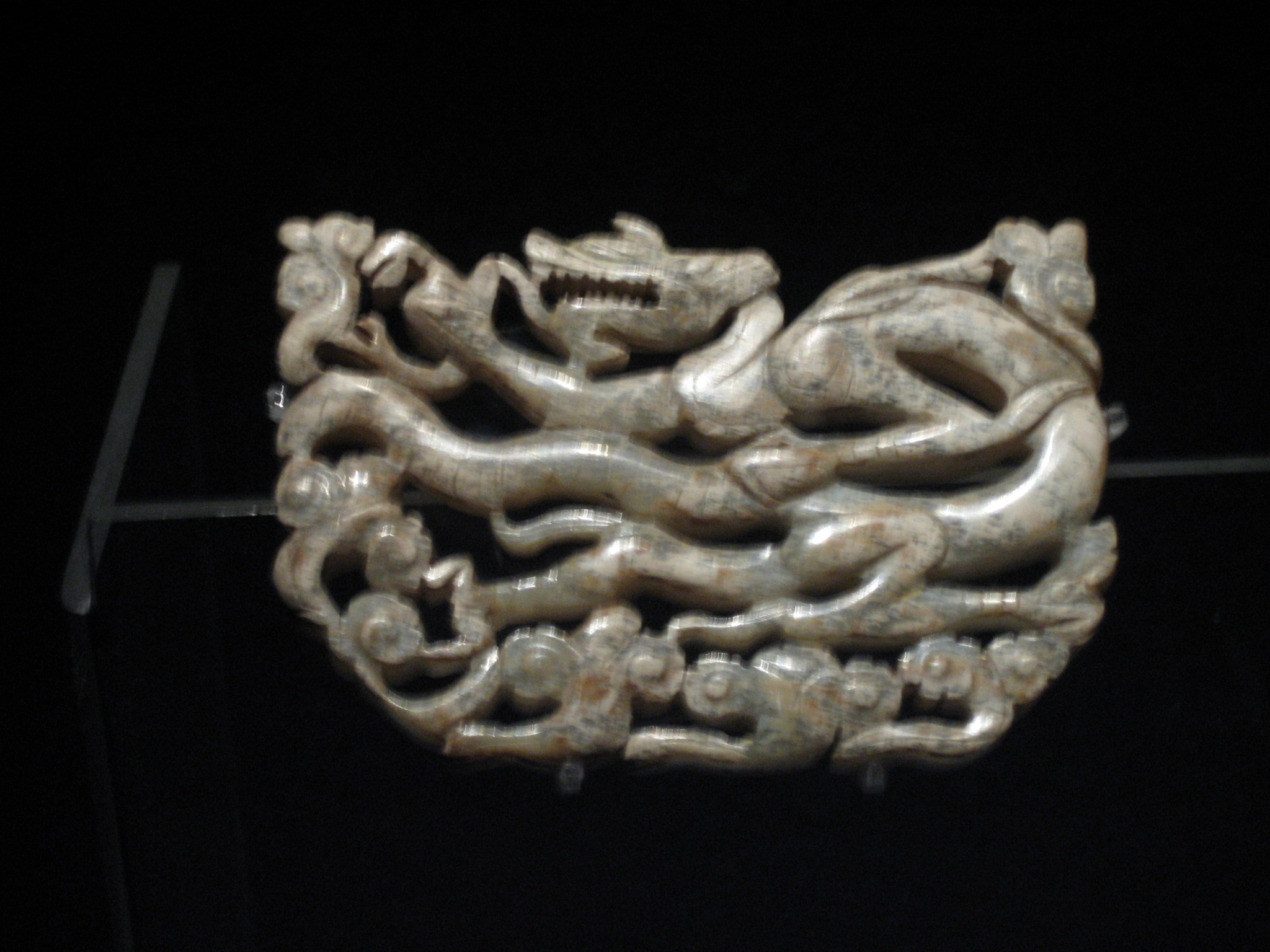
Dragon sculpté en jade, dynastie Tang, musée de Shanghai
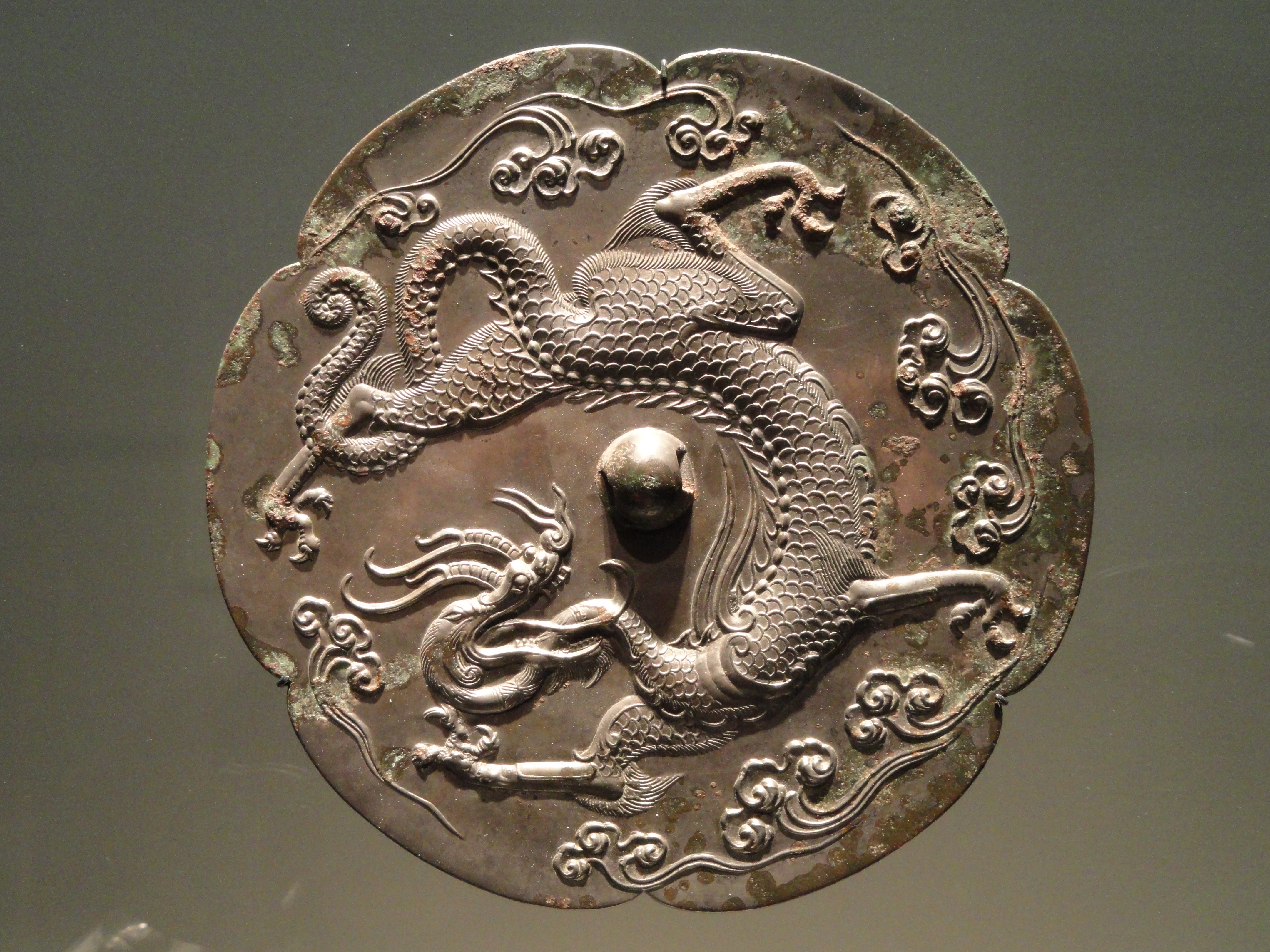
Dos de miroir avec dragon
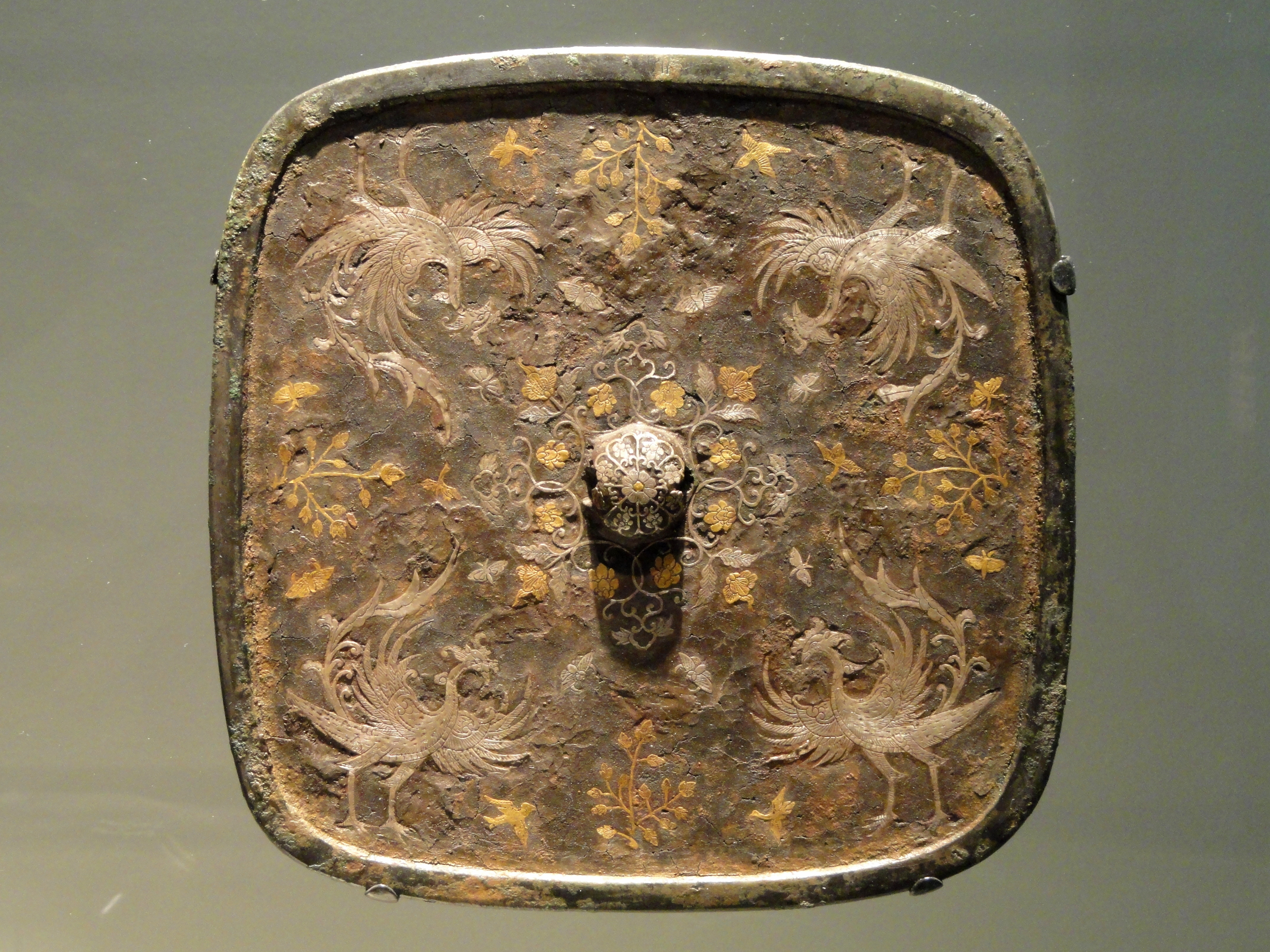
Miroir avec médaillon floral, raùeaux végétaux, oiseaux et insectes, VIIe siècle
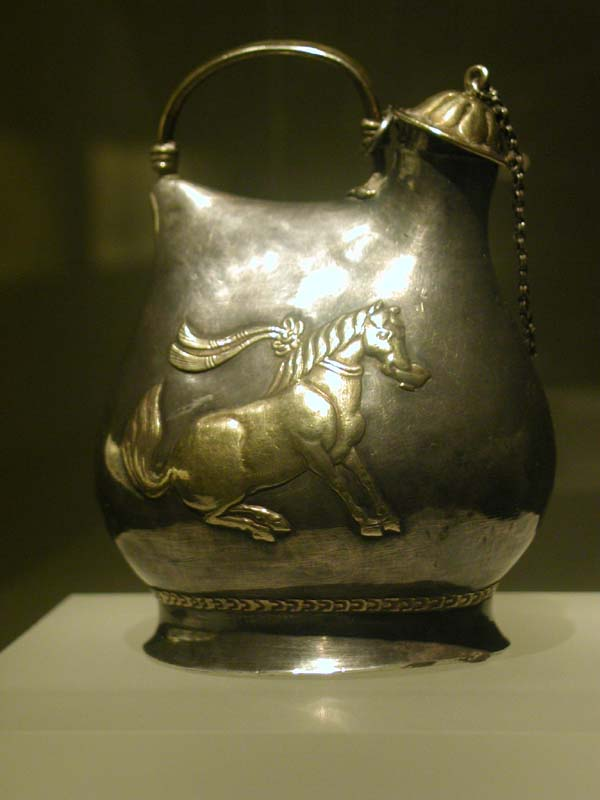
Aiguière en argent doré imitant une forme d'outre en cuir, provenant du trésor de Hejia Village

## Architecture

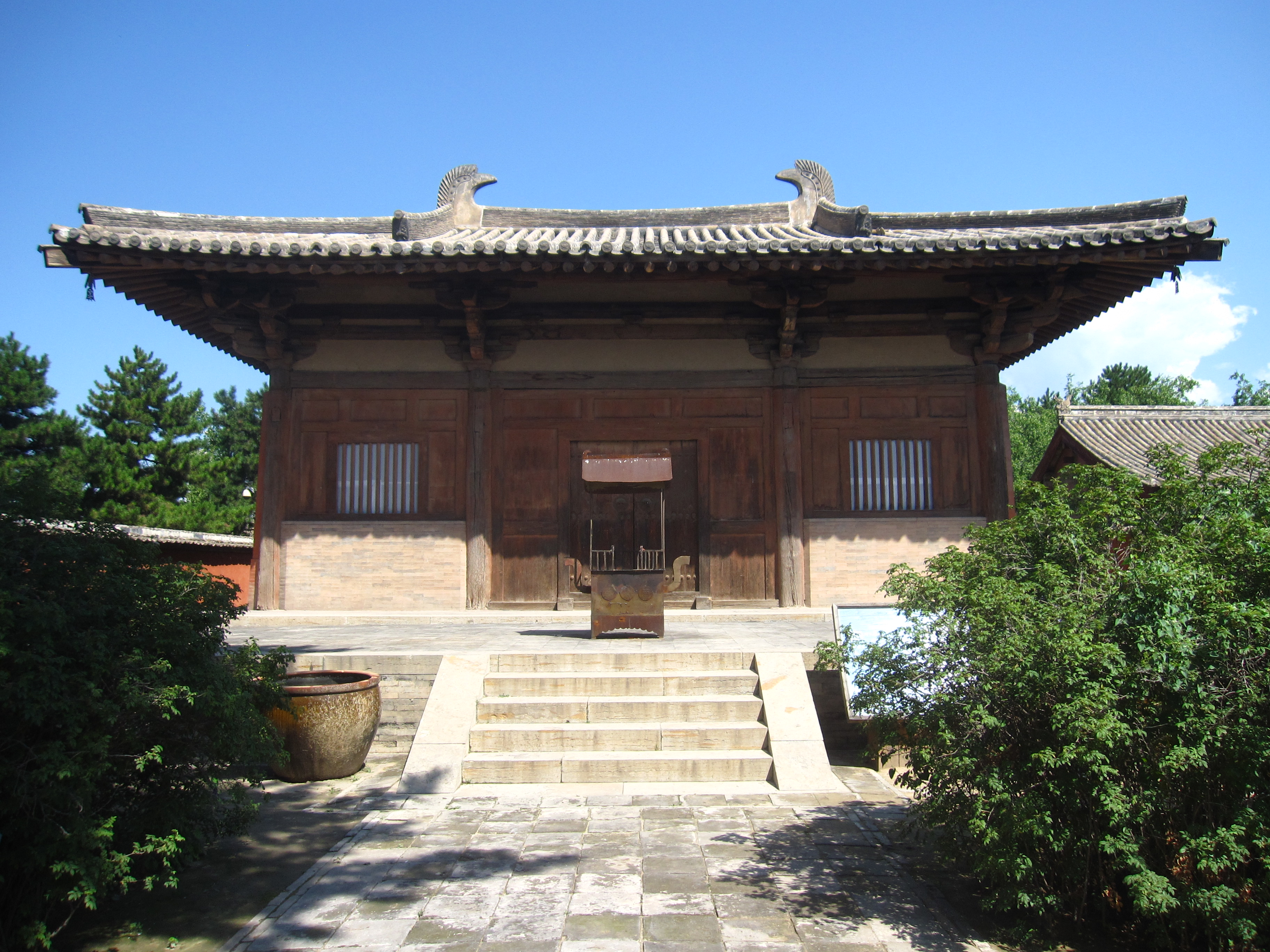
Temple de Nanchan (Wutai), 782, le plus ancien bâtiment en bois de Chine.

Il y avait eu un énorme élan de construction de temples et de monastères bouddhistes, mais en 845, tous ont été confisqués par le gouvernement, et la grande majorité a été détruite. Le matériau de construction le plus utilisé pour les bâtiments autres que les tours, les pagodes et les travaux militaires des Tang était encore le bois, matériaux très périssable et peu durable s'il n'est pas entretenu. L' architecture excavée dans la roche des célèbres sites encore visibles de nos jours survit bien sûr beaucoup mieux à la négligence, mais les Chinois ont généralement laissé les façades extérieures des temples des grottes sans décorations, contrairement aux équivalents indiens sur des sites comme les grottes d'Ajanta .
Deux grandes pagodes Tang survivent dans la capitale, aujourd'hui Xi'an, qui ne possède autrement que très peu de vestiges remontant aux Tang. La plus ancienne est la Grande pagode de l'oie sauvage, reconstruite en 704 en brique, et réduite en hauteur après les dommages causés par le tremblement de terre de 1556 au Shaanxi. La Petite pagode de l'oie sauvage a également été reconstruite en 704, mais n'a perdu que quelques mètres lors du tremblement de terre. Certaines pagodes Tang ont essayé de concilier la forme avec la tour des temples indiens, le shikhara, ou ont même eu un stupa en tant que partie de leur superstructure; le Tahōtō du temple Ishiyama-dera au Japon en est un exemple subsistant, avec un toit en forme de stupa.
La salle principale du temple de Nanchan, temple relativement petit et rural a une structure principale en bois. Une grande partie semble provenir de la construction d'origine en 782, et il est reconnu comme le plus ancien bâtiment en bois de Chine. Le troisième plus ancien est la salle principal du temple voisin de Foguang, de 857.

Les deux sont reconnus pour leurs systèmes de consoles dougong, reliant le toit aux murs. Ces arrangements compliqués ont persisté jusqu'à la fin de l'architecture traditionnelle chinoise, mais sont souvent considérés comme ayant atteint un sommet d'élégance et d'harmonie sous les dynasties Song et Yuan, avant de devenir trop élaborés et pointilleux. Les exemples Tang montrent une augmentation de la complexité avant les grandes périodes, et les débuts du soulèvement aux bords des lignes de toit qui devait se renforcer dans les périodes ultérieures. Une fois de plus, le Japon a conservé un peu plus de salles de temple construites dans des styles très similaires (ou dans de nombreux cas, les a soigneusement reconstruites en tant que répliques exactes au fil des siècles). 

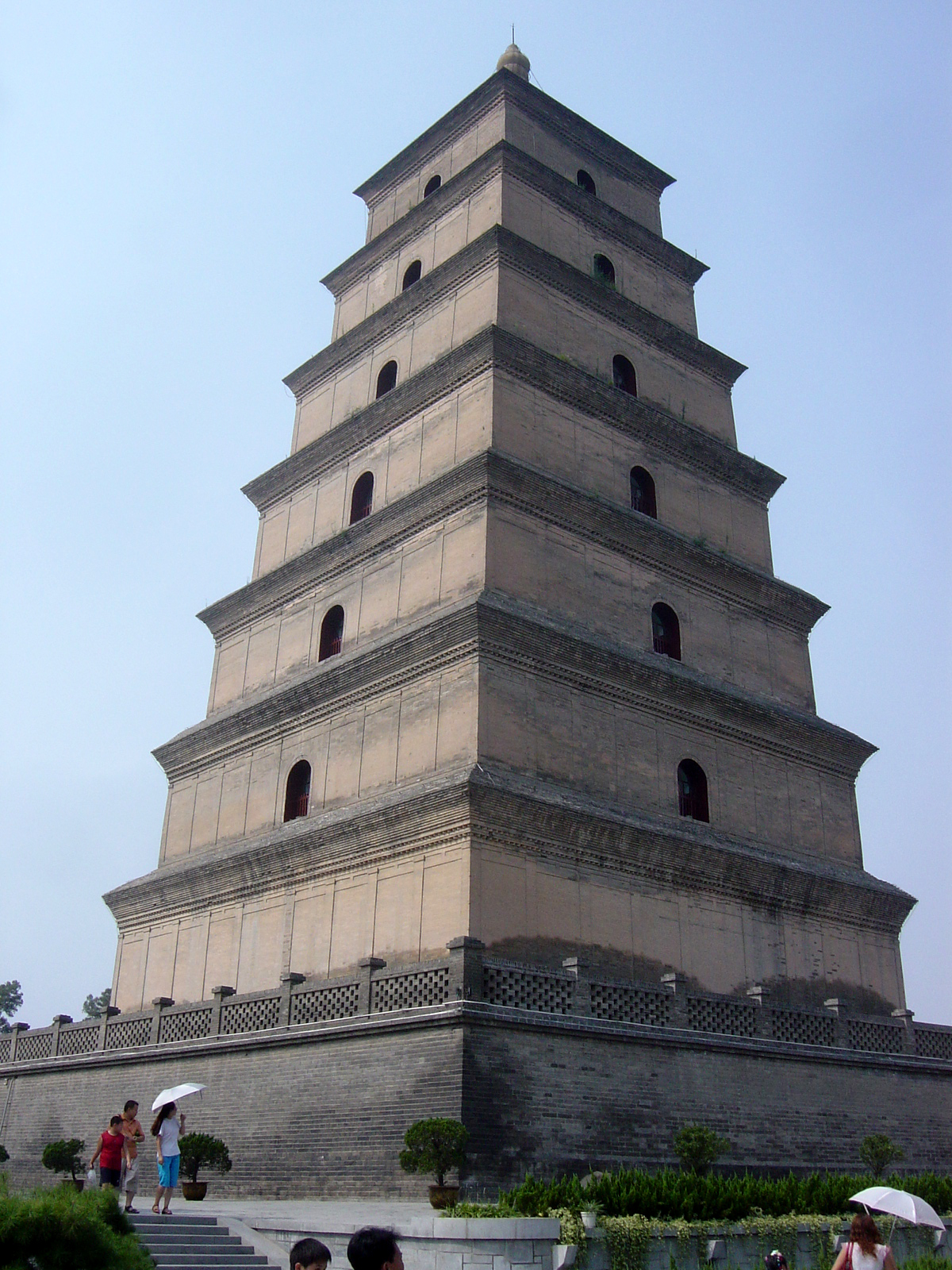
Grande pagode de l'oie sauvages à Xi'an, 704
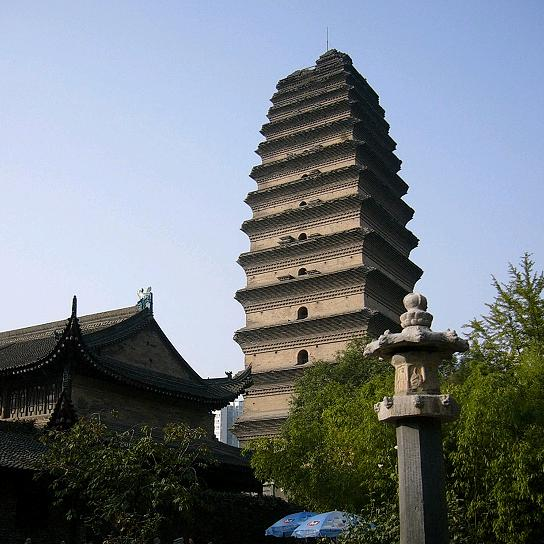
Petite pagode de l'oie sauvage à Xi'an, 704
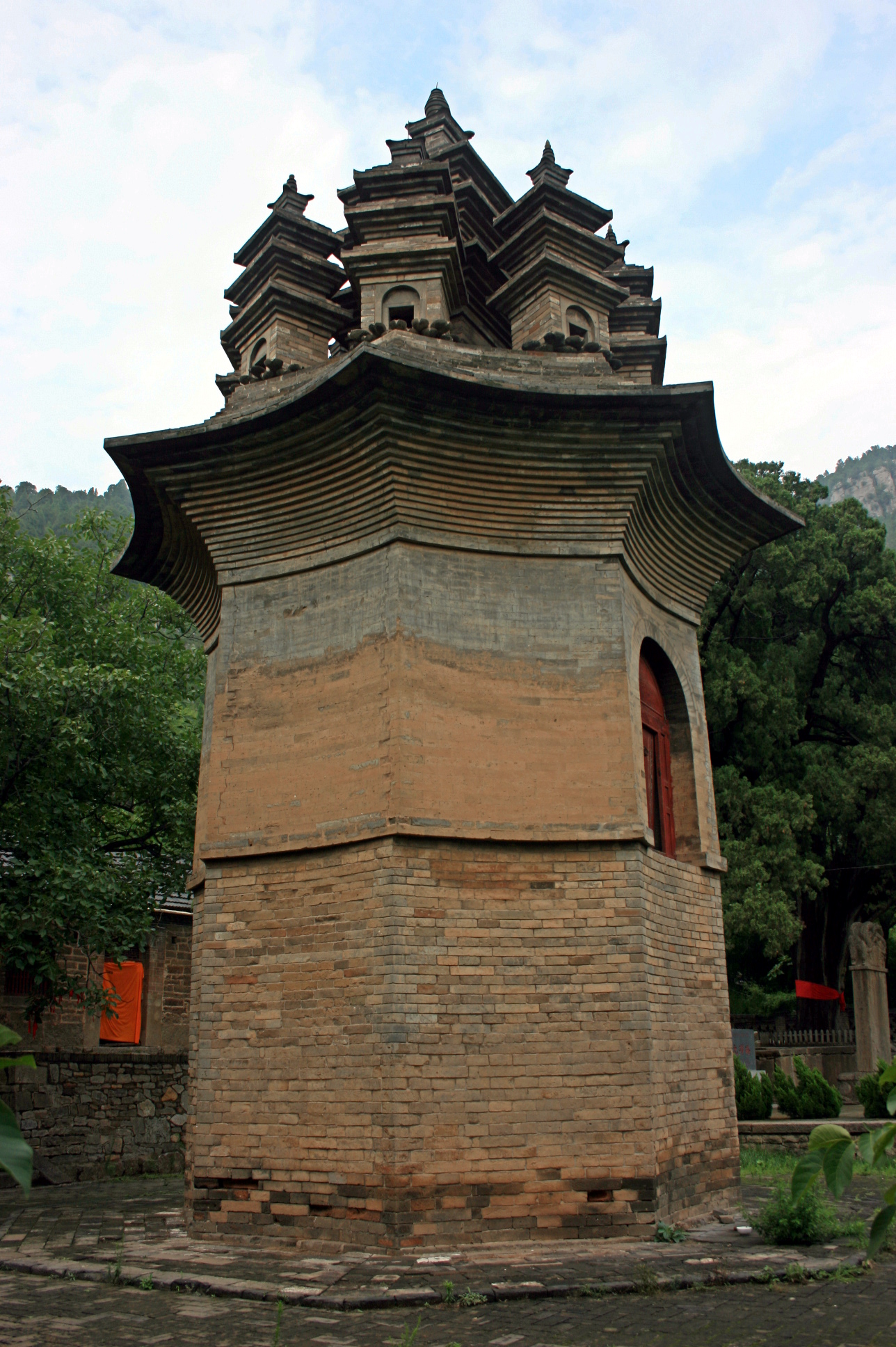
La Pagode à Neuf Pinacles au Shandong, achevée en 756 et couronnée d'un ensemble inhabituel de pagodes miniatures; elle est également unique pour son plan de base octogonal plutôt que carré.
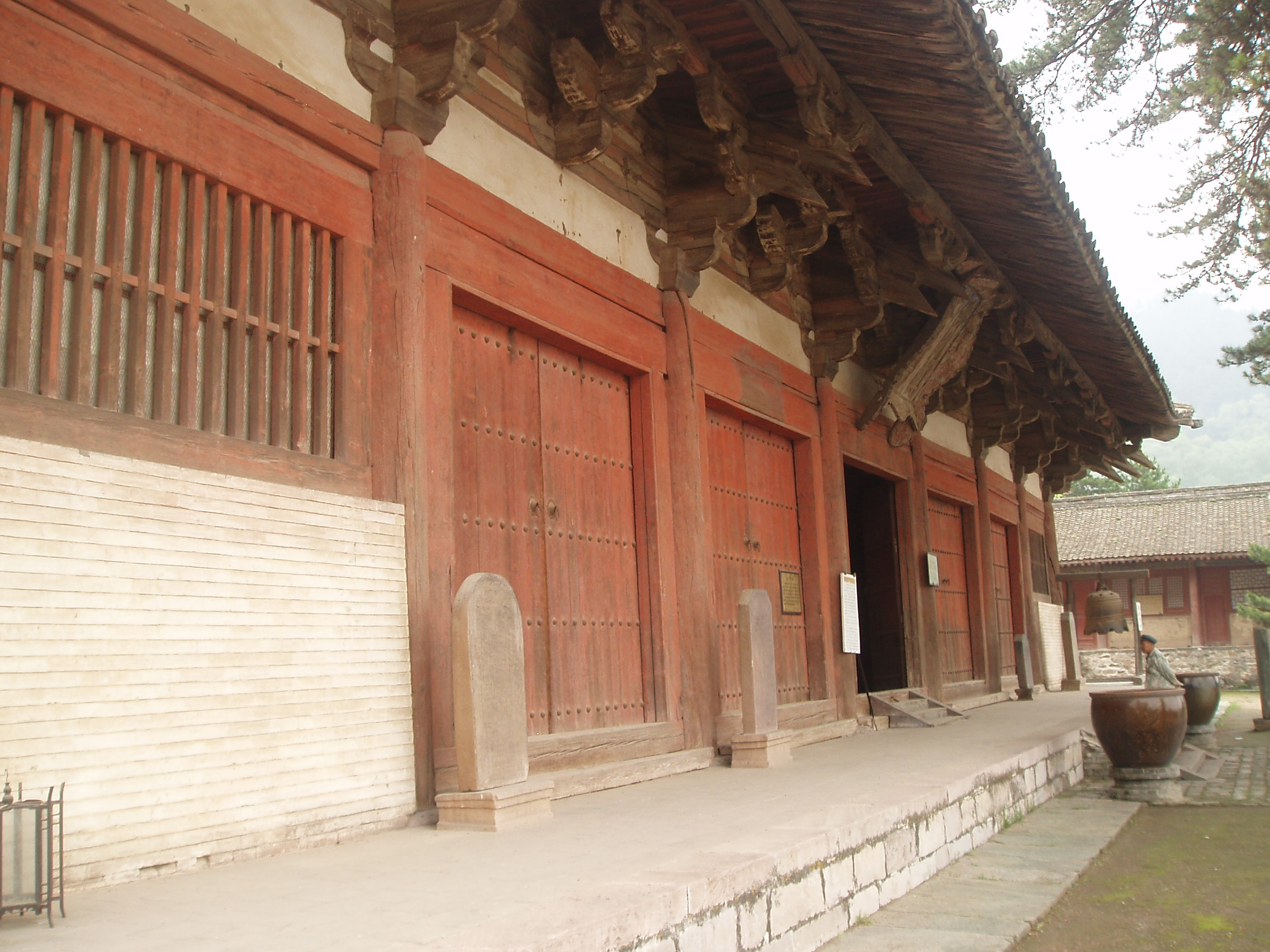
Le jeu de consoles dougong au temple Foguang, Mont Wutai, Shanxi, 857

## Musique
La première floraison majeure et bien documentée de la musique chinoise a concerné le guqin pendant la dynastie Tang, bien que l'on sache que le guqin a été pratiqué depuis avant la dynastie Han .
Les fouilles d'un tombeau intact à la fin du XXe siècle ont révélé non seulement un certain nombre d'instruments (y compris un ensemble de cloches de concert spectaculaire), mais aussi des tablettes avec des instructions de jeu et des partitions musicales pour des concerts d'ensemble, qui sont maintenant entendues à nouveau, jouées sur des instruments de reproduction au Musée provincial du Hubei .

## Opéra
L'opéra chinois remonte généralement à la dynastie Tang avec l'empereur Xuanzong (712–755), qui a fondé le Jardin des Poires, la première troupe d'opéra connue en Chine. La troupe se produit principalement pour le plaisir personnel des empereurs.

## Poésie
La poésie de la dynastie Tang est peut-être l'ère poétique la plus appréciée de la poésie chinoise. Le shi, la forme de poésie classique qui s'était développée à la fin de la dynastie Han, y atteignit son apogée. L'anthologie Trois cents poèmes Tang, compilée beaucoup plus tard, reste encore célèbre en Chine.
Pendant la dynastie Tang, la poésie est devenue populaire et l'écriture de la poésie était considérée comme un signe d'apprentissage. Li Po, l'un des plus grands poètes chinois, a écrit sur les gens ordinaires et sur la nature, qui était une force puissante dans l'art chinois. L'un des courts poèmes de Li Po, "Chute d'eau à Lu-Shan", montre comment Li Po ressentait la nature.